# Csíkszereda
Csíkszereda (románul: Miercurea Ciuc, németül: Szeklerburg, latinul: Sicolsburgum) város Romániában, Hargita megyében. Csíkszék, majd 1878-tól Csík vármegye, ma Hargita megye székhelye, 1971 óta municípium (megyei jogú város). Székelyföld történelmi, és katonai központja.
2007. július 1-jén 41 971 lakossal rendelkezett. 2002-ben Erdély 21., Románia 52. legnépesebb településének számított. Székelyföld területén, Erdélyben, a Csíki-medence középső részén fekszik. Környéke már a bronzkor idején is lakott volt, ám első írásos említése 1558-ból származik. 1891-ben hozzácsatolták Csütörtökfalvát és Martonfalvát (a Mikó-vár környékével), 1939-ben Csíkzsögödöt, 1956-ban időlegesen különvált Kormos tanya, 1959-ben Csíksomlyó névvel Csobotfalvát és Várdotfalvát együtt és szintén 1959-ben Csíktaplocát. 1968 óta tartozéktelepülései: Hargitafürdő, Csiba és Zsögödfürdő. Ismertségét többek közt a hozzá tartozó Csíksomlyó területén évenként sorra kerülő pünkösdi búcsú, jelentős jégkorongcsapatának, valamint országszerte kedvelt sörének hírneve okozza.

## Földrajz

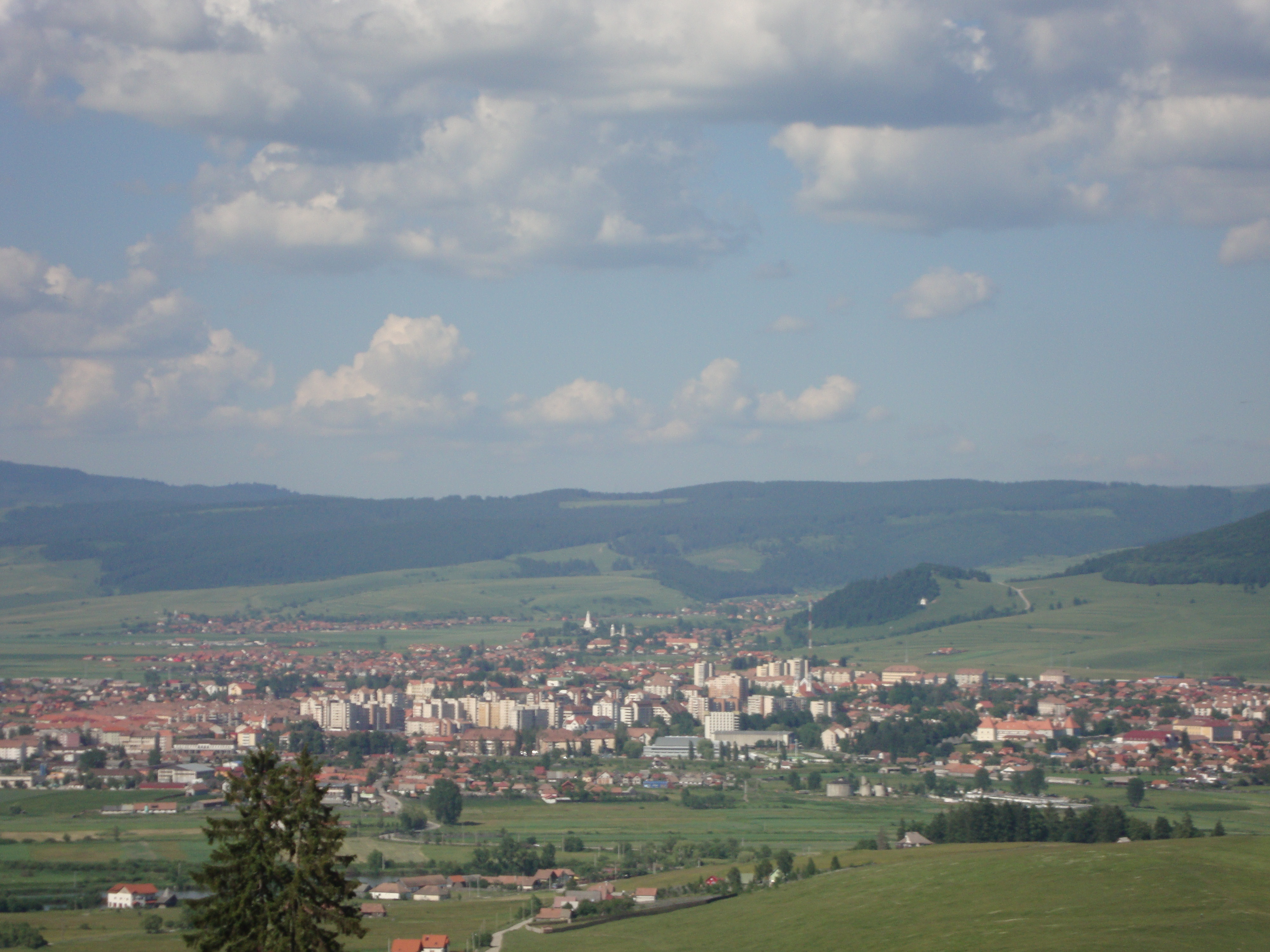
Csíkszereda látképe

### Fekvése, domborzat
A város Brassótól 100 km-re (légvonalban 80 km-re) északra, Székelyudvarhelytől 52 km-re (légvonalban 40 km-re) keletre, az Olt bal oldali teraszain, a Nagysomlyó (1033 m) lábánál fekszik. A város a Csíki-medence középső részén települt. A várostest az Olt bal partján alakult ki.
Eredetileg több apró településből állott, melyek a hagyomány szerint a hét napjairól voltak elnevezve.
E vidék, melyhez nagy várakozással méltán közelitünk, nem más, mint haza véghatárán fekvő Csikszék.
Ezen kies, üde szépségekben gazdag vidék, a Hargita ősképződésü trachyt vonala, és a fiatalabb származásu határszéli havasok lánczolata közt helyezkedett el. A minden oldalról nagyszerü havasok által bekeretelt tartományt ugy tekinthetjük, mint a hon áldásának forrását, mint a haza termékenységének fő tényezőjét, mert bölcsője az honunk négy király folyamának, melyek innen e fennvidékről lerohanva, a termékeny völgyeket, tereket alkoták, s azokat naponta áldásos cseppjeikkel öntözik, termékenyitik. Ugy tekinthetjük azt, mint a hon biztonságának hatalmas fellegvárát, mert természetileg erős fekvésü tájait oly nép lakja, mely minden időben hős volt, s dicsően felelt meg határvédi kötelmeinek.

### Éghajlat
A város éghajlata mérsékelt kontinentális.
Csíkszereda az egyik leghidegebb város Romániában. Télen a hőmérséklet −30 °C alá is lesüllyedhet. A város környékén több alkalommal is mértek már -40 °C-ot is. A városban nagyon gyakran fordul elő a hőmérsékleti megfordítottság – más néven inverzió –, valamint a ködképződés. Télen a hegykeret magaslatainak hőmérséklete meghaladja a városban mért értékeket.
A melegrekord a városban 1962-ben dőlt meg: a város meteorológiai állomásának hőmérője 32,7 °C-ot mutatott.
Sokévi középhőmérséklete 5,9 °C.
| Hónap                                | Jan.  | Feb.  | Már.  | Ápr.  | Máj. | Jún. | Júl. | Aug. | Szep. | Okt.  | Nov.  | Dec.  | Év    |
| ------------------------------------ | ----- | ----- | ----- | ----- | ---- | ---- | ---- | ---- | ----- | ----- | ----- | ----- | ----- |
| Rekord max. hőmérséklet (°C)         | 12,0  | 16,0  | 23,0  | 26,0  | 30,0 | 32,0 | 35,0 | 35,0 | 33,0  | 27,0  | 22,0  | 17,0  | 35,0  |
| Átlagos max. hőmérséklet (°C)        | −2,9  | 0,7   | 7,1   | 13,9  | 19,1 | 21,8 | 23,4 | 23,4 | 20,1  | 14,4  | 6,0   | −0,1  | 12,3  |
| Átlagos min. hőmérséklet (°C)        | −12,5 | −10,1 | −5,1  | 0,5   | 4,9  | 8,0  | 9,2  | 8,0  | 4,5   | −0,2  | −3,5  | −8,4  | −0,3  |
| Rekord min. hőmérséklet (°C)         | −33,0 | −33,0 | −28,0 | −14,0 | −8,0 | −1,0 | 0,0  | −3,0 | −8,0  | −14,0 | −27,0 | −33,0 | −33,0 |
| Átl. csapadékmennyiség (mm)          | 29    | 26    | 27    | 43    | 71   | 91   | 83   | 66   | 40    | 33    | 28    | 29    | 566   |
| Forrás: Meteo Romania ; climate-data |       |       |       |       |      |      |      |      |       |       |       |       |       |

### Környezet

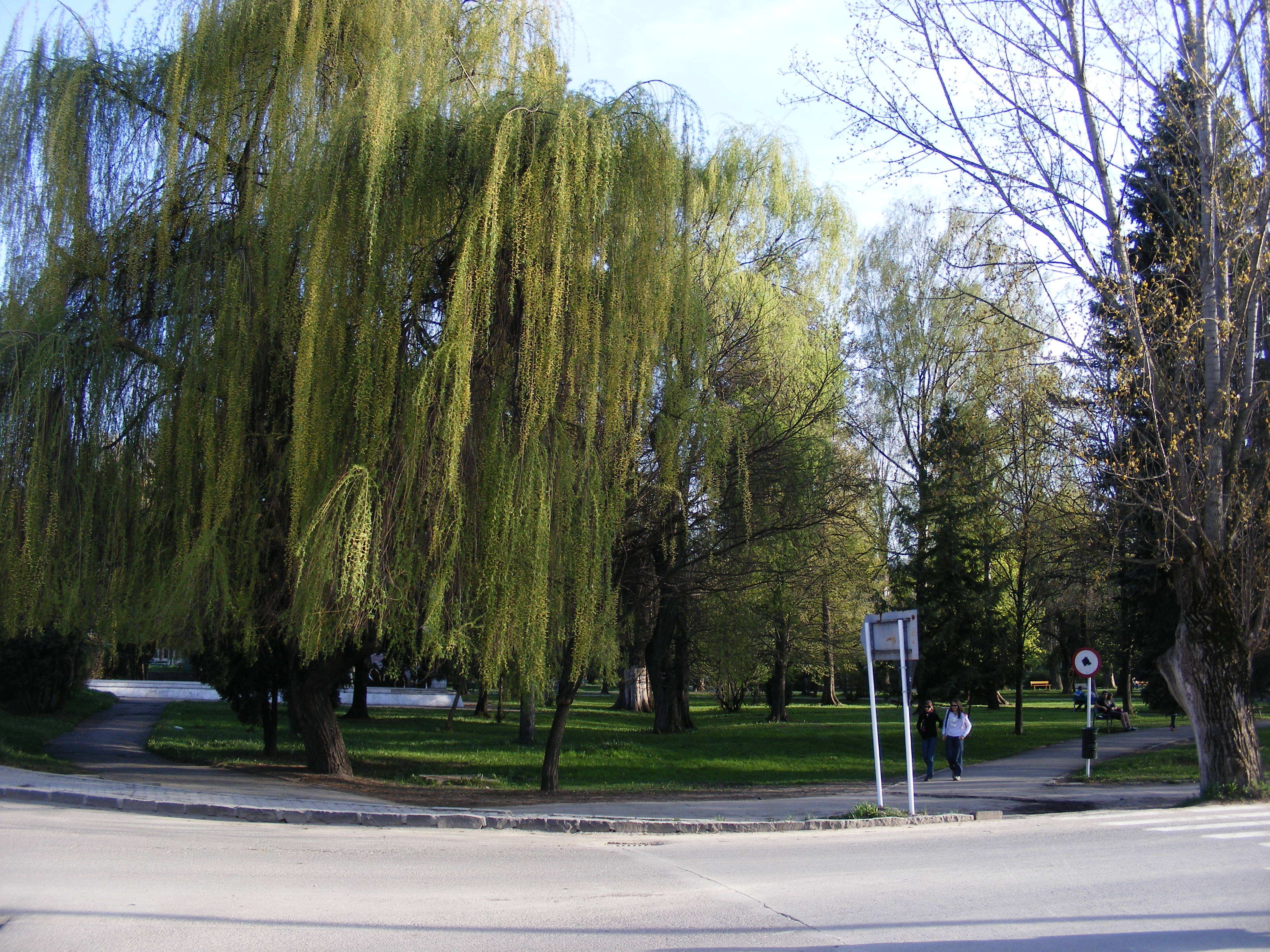
A központi park

Csíkszeredában nagy számban találhatóak zöldövezetek. A város egyik látogatott helye a központi park, mely a város legnagyobb parkja. Régen mocsaras terület volt, Vizellő-rétnek hívták, és vadkacsák is éltek benne. 1935-ben parkká nyilvánították. Számos madár- és fafaj él a parkban.
A dendrológiai parkban sok érdekes kétéltű található, mivel egy patak is elfolyik ott, gyékényekkel övezve. Az egész park eléggé nedves terület. Csíkszereda területén található egy 200 hektáros tőzegtelep is.
A város területén kilenc borvízforrás található. A Csík környéki ásványvizek átlagosan 15 °C-os hőmérsékletűek, és általában 6-os pH-val rendelkeznek. A Csíki-medence talapzatát kristályos képződmények alkotják, a medencét kitöltő rétegben nagyon fontos szénsavas artézi ásványvíztelep húzódik meg főképpen földes-meszes, valamint szénsavas forrásokkal.
A 2000-ben végzett mérések adatai szerint a város átlagos zajszintje a megengedett határ alatt van. Ennek nem számottevő túllépését egy pár esetben a város ipari övezetében, valamint a vasút- és az autóbusz-állomás térségében jegyezték fel. Az engedélyezett zajszinthez viszonyított túllépések 3-11 decibel közöttiek.

#### Élővilág
A városban több ritka fafaj található. A központi parkban, a sok fenyőfélén kívül megtalálható még a közönséges pagodafa, a meggyfa, a magas kőris, a díszalmafa, a mogyorófa valamint az eperfa is. A Hargita Megyei Kulturális Központ épülete felőli bejáratánál található négy amerikai duglászfenyő (Pseudotsuga menziesii var. menziesii). A négy duglászfenyővel szemben, a Csíki Játékszín melletti parknak a megmaradt részében áll a város egyetlen tiszafája (Taxus baccata). A Mikó-vár és a Polgármesteri Hivatal székháza között meghúzódik egy szilfa, mely több évszázada ott áll. A szilfa körül találhatóak még gesztenyefák, valamint díszalmafák is. A fával szemben a polgármesteri hivatal előtt is találhatóak szilfák (Ulmus glabra), amelyeknek elég különös az alakjuk. Csíkszeredában egyetlen területen fordul elő magnóliafa, mégpedig a Petőfi Sándor Általános Iskola udvarán. A csíksomlyói járványkórház épületével szemben található két nagyon nagy kanadai nyár (Populus x canadensis). A fák magas életkoruk miatt megyei szinten is védettséget élveznek. A Márton Áron utca sarkán, a Venczel József utcában, a Hirsch-ház udvarán található Csíkszereda egyik keskenylevelű ezüstfája (Elaeagnus angustifolia).
A nagyszámú gerinctelen állatfajon kívül, a közeli patakokban (Szécsenyi patak, Büdös pataka) élnek pisztrángok és pénzes pérek is, a Zsögöd végén található Olt holtágban pedig élnek csukák, pontyok, kárászok, balinok és más halfajok is. Régebben létezett a város végében még egy tó, a Suta-tó is, amelyet azonban 2007 nyarán lecsapoltak. Éltek ebben a tóban nagy számban amurok, naphalak és folyami rákok is. A vidék legfontosabb kétéltű élőlényei: barna varangy, sárgahasú unka, erdei béka, gyepi béka és a tarajos gőte. Ezek az állatok megtalálhatók a dendrológiai parkban. A madarak közül több száz énekesmadárfaj él itt, valamint nagyszámú fogoly, sas és sólyom, valamint bagoly populációk (főleg kuvik, amely a városba is bemerészkedik.). Külön érdekesség a szárcsa és vízityúk populáció, valamint a hatalmas tőkés réce állomány is. A központi parkban körülbelül 15 fajta madár él, például erdei pinty, fenyőrigó, zöldike, tengelic. Ezen kívül sok madár használja átmenetileg: süvöltő, őszapó, csuszka. A dendrológiai parkkal szemben, a Nagyrét – Ligat lápréten többek között találkozhatunk harissal, szalonkával és pettyes vízicsibével (Ortygometra porzana L.) is. Emlősök közül nagyon sok nyúl, egér, pele, mókus, nyestféle (Mustelidae), róka, farkas, medve, szarvas, őz él itt. Külön említést érdemel a környéken kizárólag a Szécsenyi-tóban élő pézsmapocok populáció, valamint megemlítendő, hogy az Olt mentén 1998-tól bukkanhatunk már a hód nyomaira is (ugyanis ekkor kezdődtek az első visszatelepítések az országban a brassói ICAS-nak köszönhetően), és örömmel csodálhatjuk, hogy e nemes, őshonos faj a Holtágban is otthonra talált.

## Neve

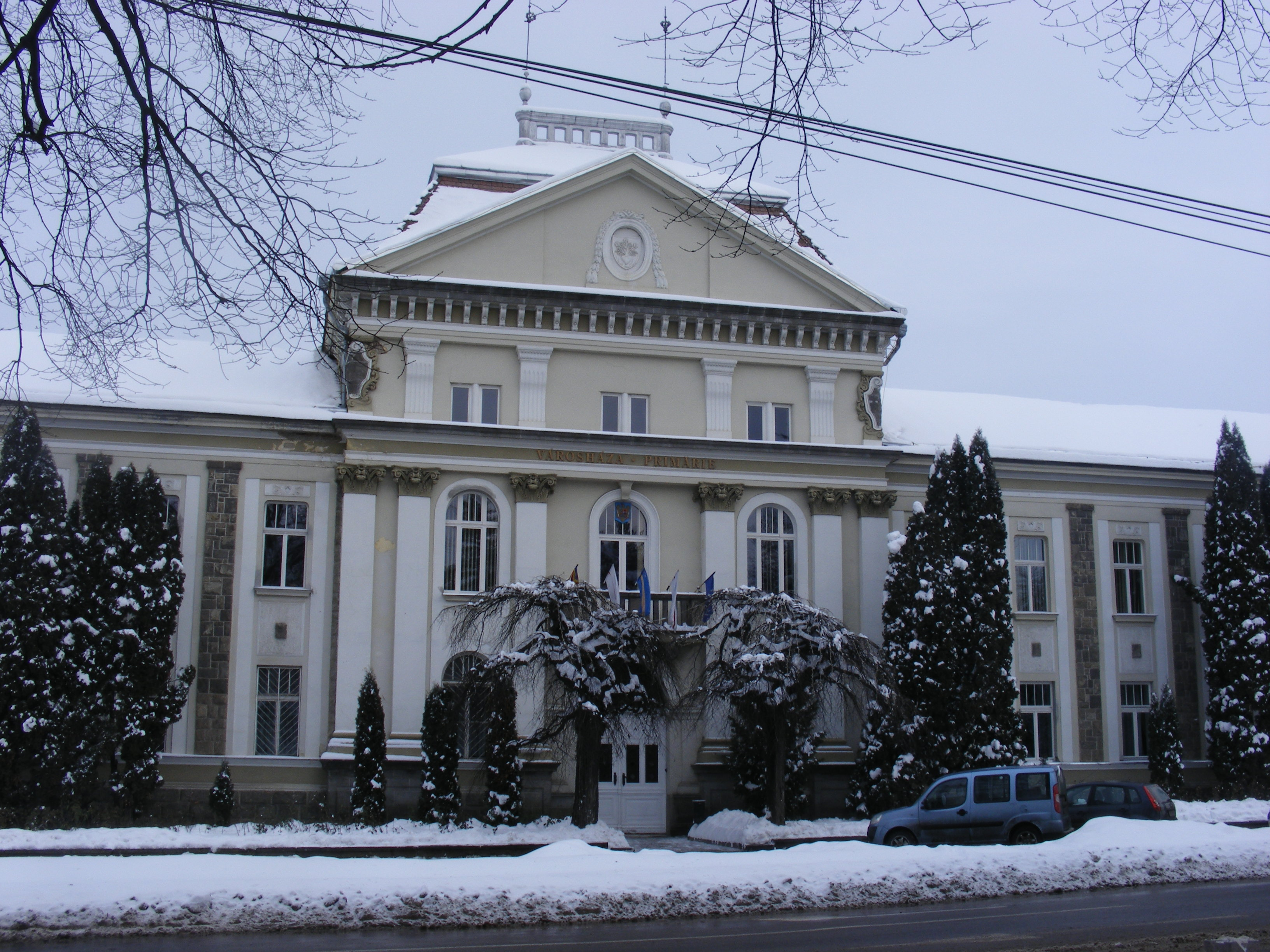
A városháza

Timon Oppiduum Mercuriumnak nevezi a várost. Nevének előtagja egykori Csík vármegyei hovatartozására utal. Ez általános vélemény szerint ősi magyar személynévből ered, melynek előzménye a türkmén csík (= határ), vagy a kazak csík (= határ) főnév.
Névutótagja Benkő szerint onnan származik, hogy az első Csíkszeredába települők a szerdai napon kezdték el kunyhóikat építeni, viszont ennél valószínűbb, hogy a szerdai napon rendezett hetivásárokra utal. Más források szerint az utótag a szláv eredetű szreda, sztreda szóból származik, amelynek jelentése: közép. Más említések ugyancsak szláv eredetről írnak, a szrodek szóról, amely a vásáros életére vonatkozik, a vásáros helyet jelöli.
Mai nevén 1558-ban említik először. Nevezik még egyszerűen Szeredának is.
Román neve a magyar név tükörfordítása. A román név kétféleképpen is írható – Miercurea Ciuc és Miercurea-Ciuc – viszont a kötőjel nélküli forma a gyakrabban használt. Rövidítve: M-Ciuc. Német neve: Szeklerburg, amelynek jelentése: székelyváros.

## Demográfia
Csíkszereda népessége a Nemzeti Statisztikai Hivatal 2007-es adatai szerint 41 971 fő. A község népessége 2002-es adatok szerint 42 029 fő, ugyanebben Hargita megye legnépesebb és Erdély 21. legnépesebb városa volt.
2001. január 1-jén a 18 és 62 év közötti életkorúak száma 32 047 volt.
Az 1997–1999-es időszakban a megyében élő nők várható életkora 74,85 év volt, a férfiaké 66,28 év.

### A népesség változása
| Lakosok száma | 3701 | 4807 | 6143 | 11 996 | 15 329 | 30 936 | 46 228 | 42 029 | 38 966 | 34 484 |
|               | 1912 | 1930 | 1948 | 1956   | 1966   | 1977   | 1992   | 2002   | 2011   | 2021   |

Mint a táblázatban is látható, Csíkszereda állandó népessége az 1990-es évek eleje óta csökken.

### A népesség összetétele
A lakosság 51,8%-a nő, 48,2%-a férfi volt a 2003-as adatok szerint.
1992-ben 46 029 lakosából 38 204 volt magyar, amely az össznépesség 82,99%-át tette ki, román nemzetiségű 7 451, egyéb 302 fő volt. 2002-ben a 41 852 lakosú városban 34 183 volt magyar, valamint 7 234 román. 
 2011-ben a népszámlálás adatai szerint a város 37 980 lakosa közül 31 278 volt magyar, 6 633 román, 11 cigány, 16 német és 38 egyéb nemzetiséghez tartozó, vagy nemzetiségi hovatartozásáról nem nyilatkozó.
Csíkszereda megyei jogú város nemzetiségi összetétele 1850 és 2011 között (a hozzátartozó falvakkal):
| Év   | Magyar | Román | Német | Zsidó | Roma | Más | Összesen |
| ---- | ------ | ----- | ----- | ----- | ---- | --- | -------- |
| 1850 | 4 213  | 30    | 12    |       | 67   | 27  | 4 349    |
| 1880 | 5 238  | 13    | 47    |       |      | 42  | 5 340    |
| 1890 | 5 121  | 21    | 38    |       |      | 52  | 5 232    |
| 1900 | 6 682  | 52    | 67    |       |      | 49  | 6 850    |
| 1910 | 7 877  | 46    | 61    |       | 60   |     | 8 044    |
| 1920 | 5 777  | 612   | 49    | 205   |      | 213 | 6 856    |
| 1930 | 7 134  | 690   | 91    | 264   | 60   | 67  | 8 306    |
| 1941 | 10 090 | 52    | 38    | 49    | 2    | 30  | 10 285   |
| 1956 | 11 144 | 702   | 47    | 61    | 7    | 35  | 11 996   |
| 1966 | 14 132 | 1 120 | 33    | 11    | 1    | 32  | 15 329   |
| 1977 | 25 822 | 4 894 | 87    | 15    | 92   | 26  | 30 936   |
| 1992 | 38 359 | 7 497 | 73    | 5     | 217  | 77  | 46 228   |
| 2002 | 34 359 | 7 274 | 48    | 2     | 262  | 84  | 42 029   |
| 2011 | 31 278 | 6 633 | 16    | ?     | 11   | 38  | 37 980   |

A 2011-es népszámlálás adatai:
Orbán Balázs leírása szerint az akkori Csíkszereda 1062 lakosa mind katolikus volt.
Csíkszereda népességének felekezeti megoszlása 1850 és 2002 között:
| Év   | Római katolikus | Ortodox | Görög katolikus | Református | Evangélikus | Unitárius | Izraelita | Egyéb | Baptista | Pünkösdista | Összesen |
| ---- | --------------- | ------- | --------------- | ---------- | ----------- | --------- | --------- | ----- | -------- | ----------- | -------- |
| 1850 | 4 313           | -       | 30              | -          | 6           | -         | -         | -     | -        | -           | 4 349    |
| 1857 | 4 481           | 5       | 35              | 5          | 5           | 1         | -         | 24    | -        | -           | 4 556    |
| 1869 | 5 219           | 12      | 57              | 15         | 8           | 6         | 5         | 35    | -        | -           | 5 357    |
| 1880 | 5 138           | 3       | 44              | 83         | 19          | 17        | 20        | 16    | -        | -           | 5 340    |
| 1890 | 4 967           | 11      | 63              | 125        | 24          | 28        | 14        | -     | -        | -           | 5 232    |
| 1900 | 6 162           | 33      | 89              | 302        | 57          | 28        | 178       | 1     | -        | -           | 6 850    |
| 1910 | 7 133           | 23      | 113             | 398        | 72          | 30        | 275       | -     | -        | -           | 8 044    |
| 1930 | 6 839           | 483     | 215             | 332        | 78          | 28        | 302       | 29    | 5        | -           | 8 306    |
| 1941 | 8 742           | 46      | 140             | 820        | 111         | 105       | 315       | 6     | 4        | -           | 10 285   |
| 1992 | 34 078          | 6 421   | 135             | 3 549      | 56+20       | 947       | 3         | 389   | 7        | 13          | 46 228   |
| 2002 | 31 129          | 6 302   | 82              | 3 118      | 19+59       | 864       | 2         | 454   | 38       | 13          | 42 029   |

A 2002-es népszámlálás adatai:

## Története

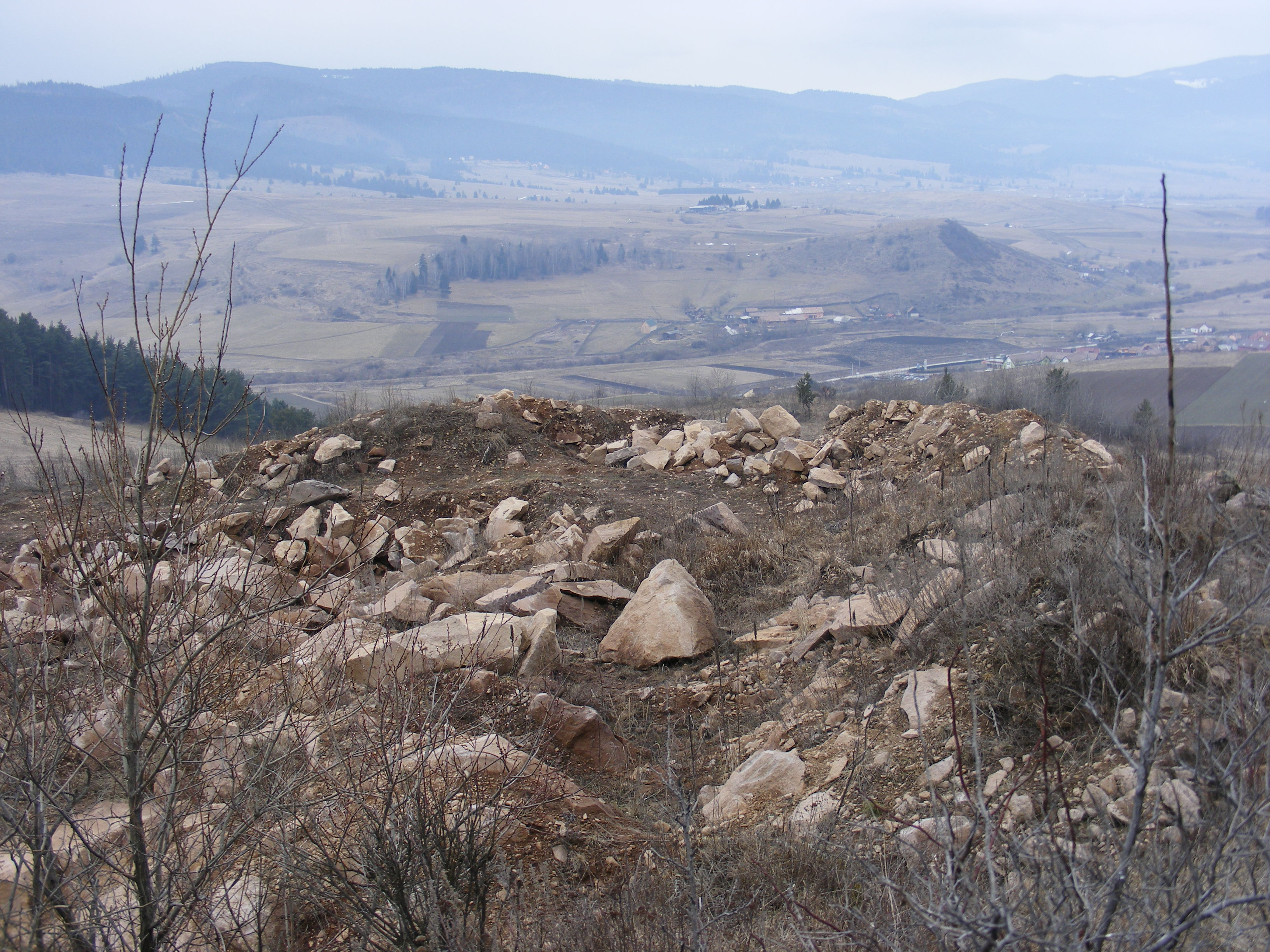
Őrvár romjai

Már a bronzkorban lakott volt környéke, erre utalnak a Csíkzsögöd, valamint a közeli Csíkpálfalva határában talált településmaradványok. Környéke kezdetben tőzeges, vizenyős terület volt. Csíkszentkirály és Csíkszereda között szarmata leleteket is találtak.
Az Árpád-házi királyok korában Csíkszereda környéke a gyepűrendszer része volt, így a terület mesterségesen kialakított akadályokkal volt teli, ezekkel akarták megakadályozni az ellenség betörését az országba. A város határában levő két hegyen egymással szemben két vár, amelyek a 11. században épülhettek. Ezeket a várakat később a szájhagyomány Kisvárnak és Őrvárnak nevezte el, valószínűleg a 16. századi lázadások miatt rombolták le. A két vár között, egészen Csíkszentkirályig volt az "Ördögvölgy", amelyet ellenséges támadás esetén, az Olt vízével feltöltöttek, ezzel akadályozva meg az ellenség továbbhaladását Felcsík felé.
Három vára a 12. század eleje körül épült és az Erdélyt keletről védelmező várrendszerhez tartozott. Csíkszeredától délre, Zsögödfürdő dél-nyugati határában, a Harom-tető 1079 m csúcsától keletre található. A csaknem teljesen lepusztult fal nyomvonala földdel borított sáncvonulat formájában követhető, melyből helyenként előbukkan a nagyméretű andezitdarabokból, durván, kevés habarccsal összerakott kőfal. Ásatások arra utalnak, hogy a középkori kőfalat őskori, föld-kő sáncra alapozták. A falon belül kőépítmények maradványa nem került elő, a falon kívül középkori sánc vagy árok nyoma nem látszik.
A korábban már létező Somlyó (1333), Taploca és Zsögöd (XII-XIII. sz.) települések szomszédságában a szerdai napokon ott tartott vásárok színhelyén alakult ki.
Az első ismert, hiteles okirat, amely Csíkszereda mezővárosi létét igazolja 1558. augusztus 5-én keltezett, kibocsátója – János Zsigmond fejedelem édesanyja –, Izabella királyné, aki fiának nevében ebben a portának fizetendő adón kívül mentesíti a város lakosságát az adófizetés alól. Az iratban így ír:
Csíkszereda mezőváros lakóit semmi díj, kincstári adó fizetésére felszólítani ne merészeljétek, hanem a kegyelmesen megadott fenti kiváltságokat megőrizni tartozzatok és semmilyen más módon ne cselekedjétek.
Csíkszeredának mezővárosi státusa volt korábban is. Az első település a 15. század első felére tehető. A városhoz csatolt három falu: Csíksomlyó (1333), Csíktaploca és Csíkzsögöd 12-13. századtól léteznek.
Csíkszereda az észak-dél és kelet-nyugat irányokban haladó utak kereszteződésénél alakult ki, mint szerda-napi vásárhely. Innen származik a város neve is.
Gróf hídvégi Mikó Ferenc (1585–1635) – a nagy erdélyi fejedelemnek, Bethlen Gábornak a tanácsosa, diplomata és krónikaíró, Csík főkapitánya – a nevét viselő várat 1623. április 26-án kezdte építtetni. A vár jelenlegi formáját 1714–1716 között Stephan von Steinville császári tábornok vezetésével sorra kerülő újjáépítés során nyerte el, ezt a bejárati kapu fölötti kőbe vésett felirat is igazolja.
Csík, és benne Csíkszereda hagyományosan a katolikus vallás egyik Erdélyi fellegvára. Somlyón 1630-tól kezdve ferences gimnázium, 1676-tól Kájoni János nevezetes nyomdája is itt működött.
Az 1643-as katonai összeírásban (lustrán) 44 családfő neve, összesen 108 személy szerepel, ekkor 25 különböző családnevet jegyeztek fel. A város első szakmai közösségei a 17. században jöttek létre, a csizmadiák céhét például 1649. november 4-én II. Rákóczi György szabadságlevele is említi. 1661 szomorú esztendő a csíki krónikákban. Mivel a csíkiak részt vettek a II. Rákóczi György által a porta beleegyezése nélkül indított lengyelországi hadjáratban, Ali temesvári pasa török-tatár hadakkal megtámadta és feldúlta Csíkot. A támadásról az abban résztvevő híres török utazó és történetíró: Evlija Cselebi is ír. Kájoni János, a csíksomlyói ferencrendi szerzetes a következőket jegyezte fel: „A pogányság … az egész Csíkot elrabolta.”

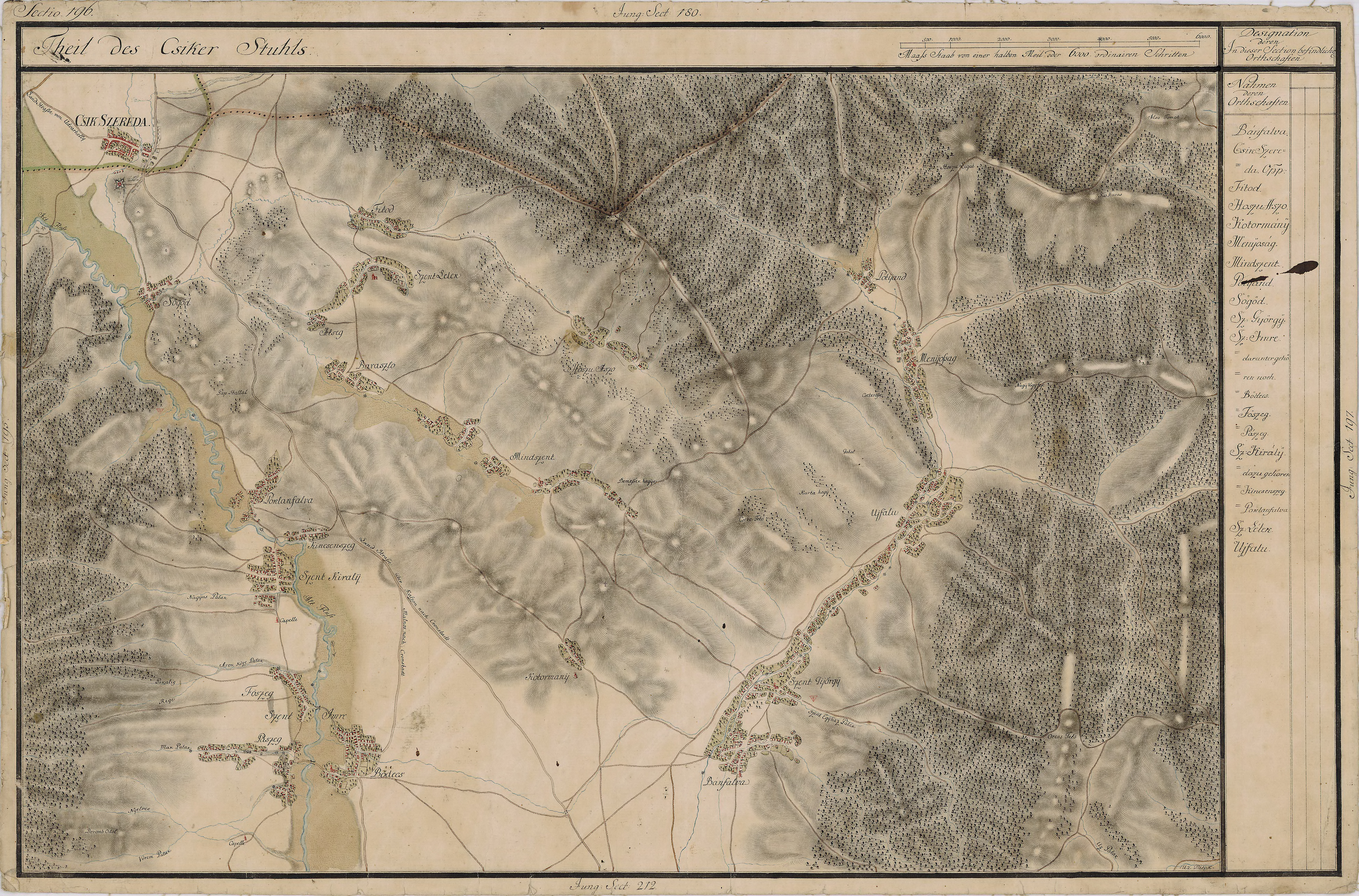
Csíkszereda környéke 1769–1773 között

Mint 1650-ben, 1665-ben, 1677-ben valamint 1707-ben, Csíkszeredában általános székgyűlést tartottak, ahol a szék konstitúcióit és határozatait hirdették ki. Az 1707-es gyűlésen határozták el, hogy Csíkszék és Háromszék közös követet küld II. Rákóczi Ferenchez, a Habsburg-ellenes szabadságharc vezetőjéhez. A város fejlődését fékezte földrajzi elszigeteltsége, határőrségi státusa, valamint a székelység örökösödési jogrendszerének következményei.
1764-ben a férfiak nagy többségét behívták a határőrezredbe.
Az 1721-es összeíráson 49 háztartást jegyeztek, mintegy 250 lakóval, 1758-ban a ma is álló csíkszeredai római katolikus templom építésének idején a város lélekszáma 450-re emelkedett.
A város első általános iskolája 1751-ben létesül. Ekkortól vezettetnek az anyakönyvek is.
Teleki József "úti jegyzéseiben" (1799) már 83 házat említ, a következőképpen:
Csík Szereda választja el fel és all Csikot egymástól, katona székellyek lakják maga Csik Szereda nem nagy, csak 83 házból ál: de négyszer esztendőben jo vásárai vagynak. Sok idegen mesteremberek telepedtek Szeredára (...)
A hívők száma a városban, 1839 évében már 450 – tudjuk Endes Miklós feljegyzéseiből (1838).
Az 1848-as forradalom Gecző Jánosnak köszönhetően terjedt át a városra. Az általa vezetett emberek tüntettek a forradalmi eszmék mellett és leverték a hivatalos épületekről a császári címert. A katonaság több tüntetőt őrizetbe is vett, de a forradalom győzelme miatt végül is elengedték őket.
Az 1848-as magyar szabadságharc során Bem József Gál Sándort a székelyföldi csapatok főparancsnokává nevezte ki, akinek főhadiszállását a Mikó várban rendezte be. Ehhez azonban meg kellett hódítania a császári kézen levő várat, amely azonban nem okozott nagy nehézséget: Gál Sándor két ágyúval elkezdte lövetni a várat, mire a várparancsnok elmenekült. A székely hadvezér több csíki zászlóaljat küldött Bem seregébe. 1849-ben Petőfi Sándor is felkereste a várost. Feleségének, Júliának írja, hogy „Csik- Szerdának és Kézdi- Vásárhelynek gyönyörű vidéke van.”
A szabadságharc leverése után a Mikó várnak szomorú szerep jutott: börtönt rendeztek be benne, ahol sok forradalmár végezte életét.
A város első újsága 1849-ben jelent meg "Hadi Lap" címmel. 1851-ben kórház létesült.
Az 1850-es összeírás Csíkszeredában már 229 házról tesz említést, 961 lakossal, ebből 914 magyar, 15 örmény, 14 cigány, 12 német és 6 más nemzetiségű. A 19. század közepén Csíkszereda megerősödött: hozzácsatolták a közeli Martonfalvát, 1891-ben pedig Csütörtökfalvát. Mindezek ellenére Orbán Balázs A Székelyföld leírásában még ezt írja:
Szereda egy oly gyarló kicsiny helység, melynél nagyobb s városiasb küllemmel biró falu Csikban akárhány van. Az egészet két utcza alkotja, melyek egyenes szögben találkozva az egésznek egy T alakot adnak, az északról délnek tartó utcza déli végénél van a vár…
Benkő Károly is Csík-Gyergyó és Kászon leírások két ti. általános és részletes osztályokban című 1853-as, Kolozsváron megjelent munkájában a város akkor még fejletlen építkezésről számol be:
Ami épületeit illeti, Cs. Szeredában csupán két magán kő lak van, a többiek fából készítvék. Martonfalván hat új ízlésű köz házakon kívül létez egy vár, melyről és általánosan Cs. Szereda városáról körülményesen Losteiner Leonhard kézirata 4-dik része 1-ső cikkelyében írja: 1777-ben deákul – honnan ezt magyarosíttattam: »Egész Csíkban több város nincs, csak Szereda, másképp szűk, mint állíttatik Taplocza és Zsögöd szántó földjeire építtetett. A Városban közeli vár hasonlólag egyedüli, ezt Mikó Ferenc, Csík, Gyergyó és Kászon Székek Fő kapitánya 1620 körül építette, Mikó vára nevet adott neki.« […] 1661-ben a törököktől és tatároktól romboltatott le, s azután 6-dik Károly Császár alatt Erdélyi fő hadi tábornok G. Steinville István által 1714-ben építtetett újból fel.
A városon áthaladó vasutat 1897. április 5-én adták át a forgalomnak, és ez eredményezte az első fejlettebb ipari egységek létesítését is. 1911-ben megkezdődött a villamos hálózat kiépítése. A város századunkban tovább gyarapodott, 1920-ban Zsögöddel, 1959-ben pedig Csíksomlyóval és Csíktaplocával. Növekvő közéleti szerepének megfelelően Csíkszereda 1878-ban Csík vármegye székhelye lett.
Az 1897. április 5-én felavatott vasút jelentős változást hozott, a városban kisebb faipari, könnyű- és gépipari egységek létesültek. A városkép is csakhamar megváltozott. 1888-ban újjáépítették a kórházat, 1898-ban elkészült a mai városháza, 1911-ben pedig a mai Márton Áron Gimnázium épülete, ahová az egykori, már négy évszázados csíksomlyói iskola költözött.
1910-ben Csíkszereda lakossága 3.701 fő volt, ebből 3.591 magyar, 45 német, 44 román és 21 más nemzetiségű. 1930-ban a lélekszám már 4.807 főre növekedett, ebből 3.796 magyar, 598 román, 253 zsidó, 71 német és 89 más nemzetiségű.
1916-ban a román hadsereg betört a városba, felégetve a házak többségét. Még ugyanaz év októberében visszafoglalta a várost a magyar hadsereg, ám két év múlva a románok visszatértek, 1918. november 26-án.
1924-ben az akkori román miniszterelnök, Ion I.C. Brătianu Csíkszeredába látogatott. Erről a Csíki Lapok is beszámol:
Bratianu miniszterelnök folyó hó 5-én városunkba érkezik.

Fogadtatásának impozánssága érdekében a hatóságok a legszélesebb körű intézkedéseket foganatositották. A miniszterelnök városunkba való érkezése kapcsolatos a székelység helyzetének tanulmányozására indult köruttal. A miniszterelnök valószinü egy pár órán keresztül lesz városunk vendége s tiszteletére a Mihaiu Viteazul (Kossuth)-kertben rendezendő nagyszabásunak igérkező bankette után folytatja utját a Székelyföldön.
A század húszas éveitől rendszeresen megrendezik az Ezer Székely Leány Napja találkozót.
1940 szeptemberében a második bécsi döntés következtében újra Magyarországhoz került. A városba szeptember 11-én vitéz Heszlényi József vezetésével vonultak be a magyar honvédek. A fogadóbizottság vezetője Antal Áron történész volt. 1944. szeptember 11-én a szovjet hadsereg visszafoglalta, hamarosan a város újra Romániához került. A szovjetek után a Maniu-gárda is megérkezett a városba és össze is szedtek 150 magyart, akiknek a kivégzését a helyi szovjet városparancsnok akadályozta meg.
1968-ban a kommunista román vezetés megszüntette a Magyar Autonóm Tartományt. Helyére létrehozta Kovászna és Maros megyét, valamint létre akart hozni egy Hargita-megyét is, melynek központjául Csíkszeredát jelölte ki. Ekkor azonban Fazekas János kommunista párttag közbenjárt Nicolae Ceaușescunál, hogy a központ ne Csíkszereda, hanem Székelyudvarhely legyen. Az udvarhelyiek örültek a döntésnek és ünnepelni kezdtek. A csíkiak azonban nem nyugodtak ebbe bele, hanem a környék összes településéről embereket toboroztak és elkezdtek tüntetni (A tüntetés jelszava ez volt: "Udvarhelyre nem megyünk, aszalt szilvát nem eszünk"). A pártvezetőség román küldötteket küldött a tömeg lecsendesítésére, akiket azonban a tömeg meg sem akart hallgatni. Ekkor felmerült annak az esélye, hogy a tüntetőket fegyveres erővel oszlassák szét. Ennek elkerülésére azonban néhány jobb érzésű párttag keresztülvitte Ceaușescu-nál, hogy inkább bocsátkozzanak alkudozásba a tömeggel. Végül is ezen alkudozások eredményeként Csíkszereda lett Hargita megye központja.
Csíkszereda átélve a második világháború történelmi viharait, továbbra is a vidék központja maradt. 1960-tól kezdődően a város gazdaságát az erőltetett iparosítás jellemezte. A főbb ipari ágazatok: faipar, könnyűipar és a gépgyártóipar. 1968-tól az újonnan létesített Hargita megye székhelyeként az erőltetett központi ipartelepítési politika eredményeként a város lakossága jelentősen módosult: az 1992. január 7-ei népszámlálás adatai szerint lakosainak száma összesen 46.029. A nemzetiségi összetétel pedig: 38.204 magyar, 7.451 román, 228 cigány, 67 német és 79 más nemzetiségű.

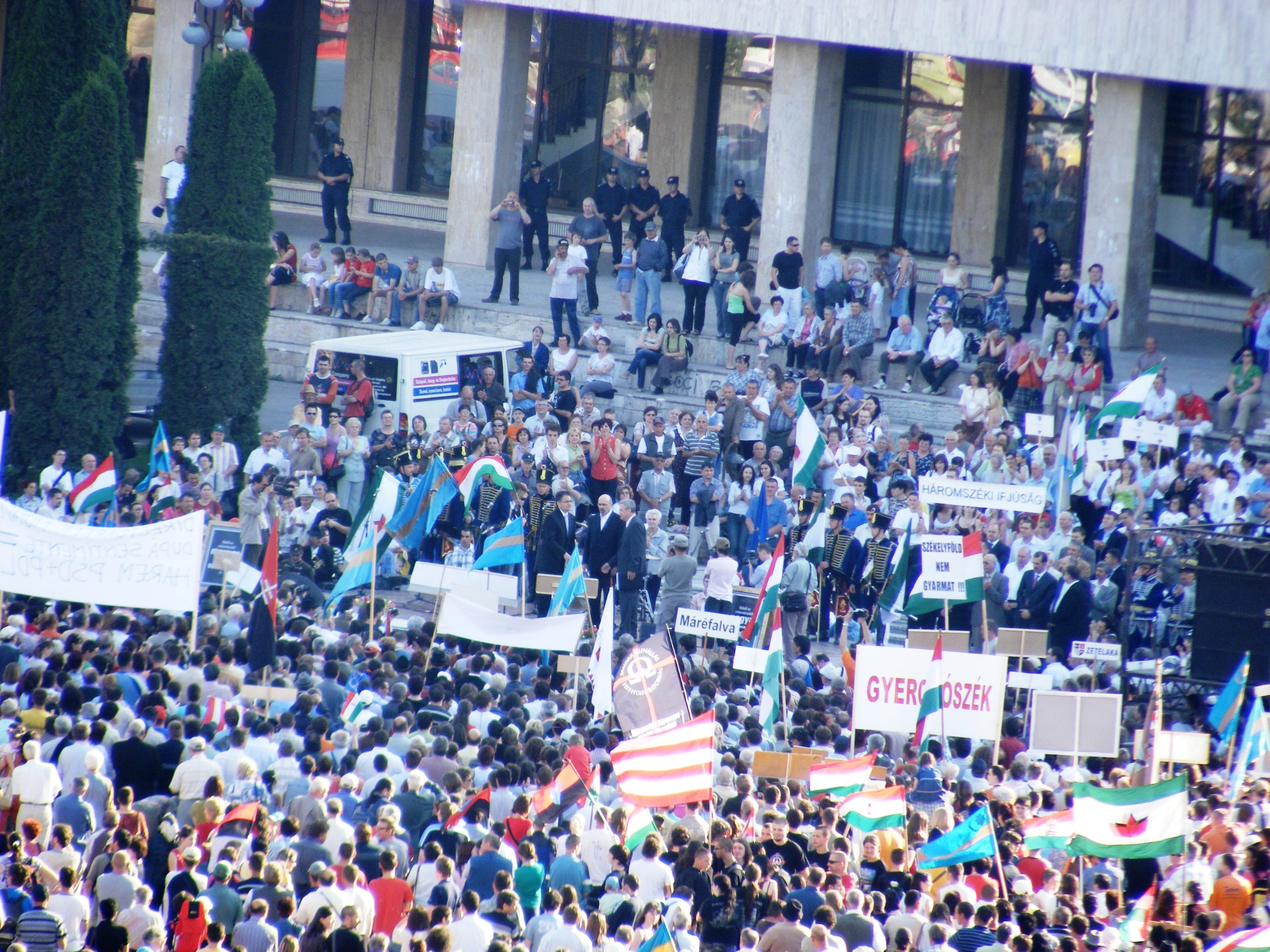
Tüntetés Csíkszeredában 2009 májusában

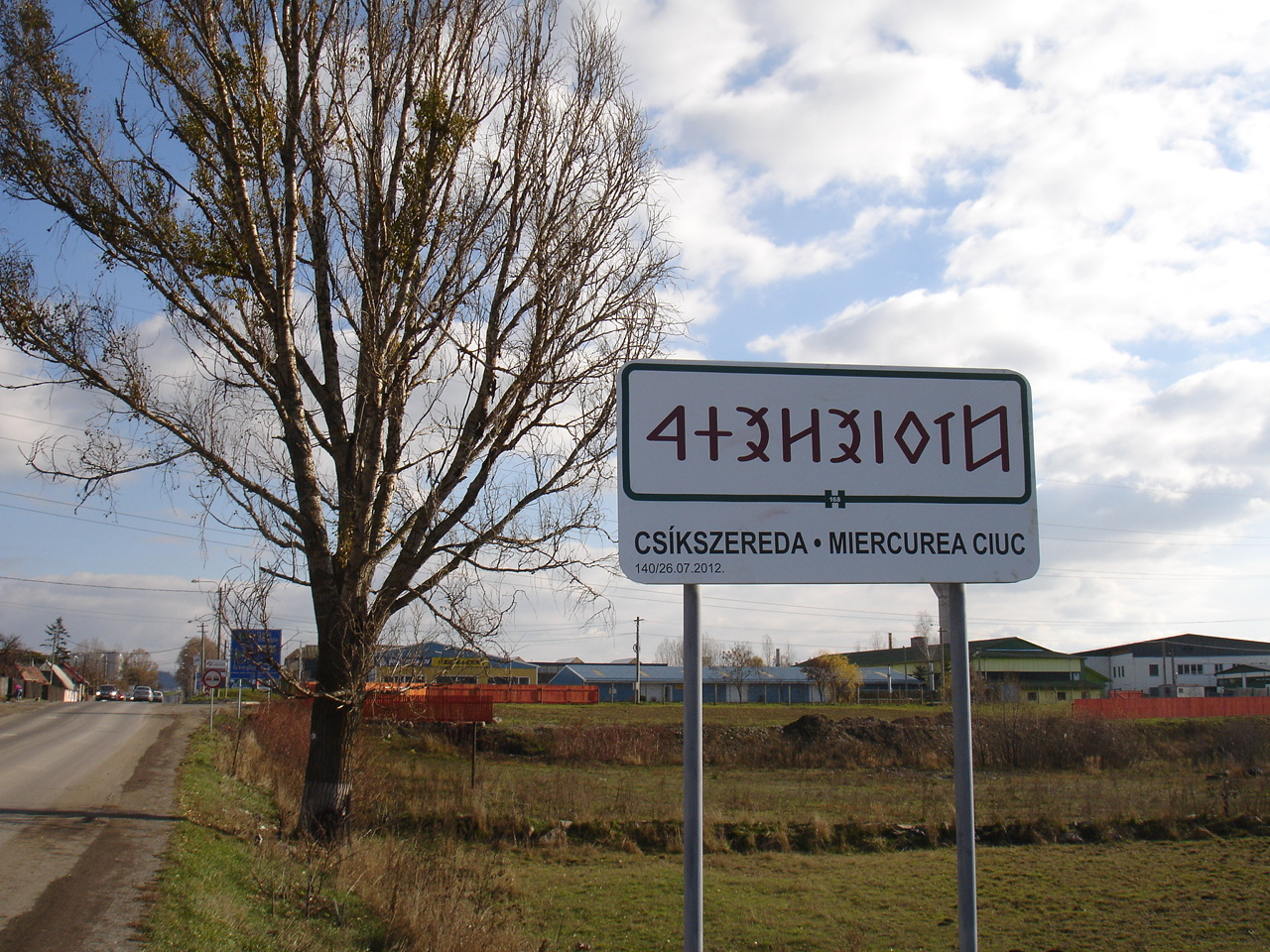
Csíkszereda rovásos helynévtáblája 2012 novemberében

Az 1989-es eseményeket követően a piacgazdaságra való áttérés évei következtek, melyeket kezdetben a teljes makrogazdasági instabilitás jellemzett. Az országban uralkodó trendek – háromjegyű infláció, visszaesett termelés, magas munkanélküliségi ráta, a költségvetés és a fizetési mérleg hiányának növekedése – Csíkszereda gazdaságát sem kerülte el, 1992-ben érve el a mélypontot. 1990-ben megjelent a magánszféra, amely növekvő ütemben fejlődött, és mára meghatározóvá vált a város gazdasági életében. A városban az országos átlagot meghaladó arányban jelent meg a külföldi tőke.
2003 júniusában "Quo vadis Székelyföld?" címmel konferenciát tartottak, amelynek zárónyilatkozatában felvállalják a székely-magyar rovásírás örökségét:
"Székelyföld autonómiáját csakis együtt, közös akarattal érhetjük el. Legyen ennek az útnak első mérföldköve az Isten ajándékaként elnyert székely rovásírás közkinccsé tétele. Kérjük pedagógusainkat és a szülőket, tanítsák gyermekeinket, hogy sajátítsák el e kincset. Kérjük székely településeink önkormányzati testületeit, hogy a helységtáblákon tüntessék fel a települések nevét a székely rovásírással is."
2009 májusában a városban tüntetés zajlott a Boc-kormány magyarellenes politikája és a magyar nemzetiségű hivatalnokok lemondatása ellen. A tüntetésen részt vett Markó Béla és Tőkés László is.

## Közigazgatás

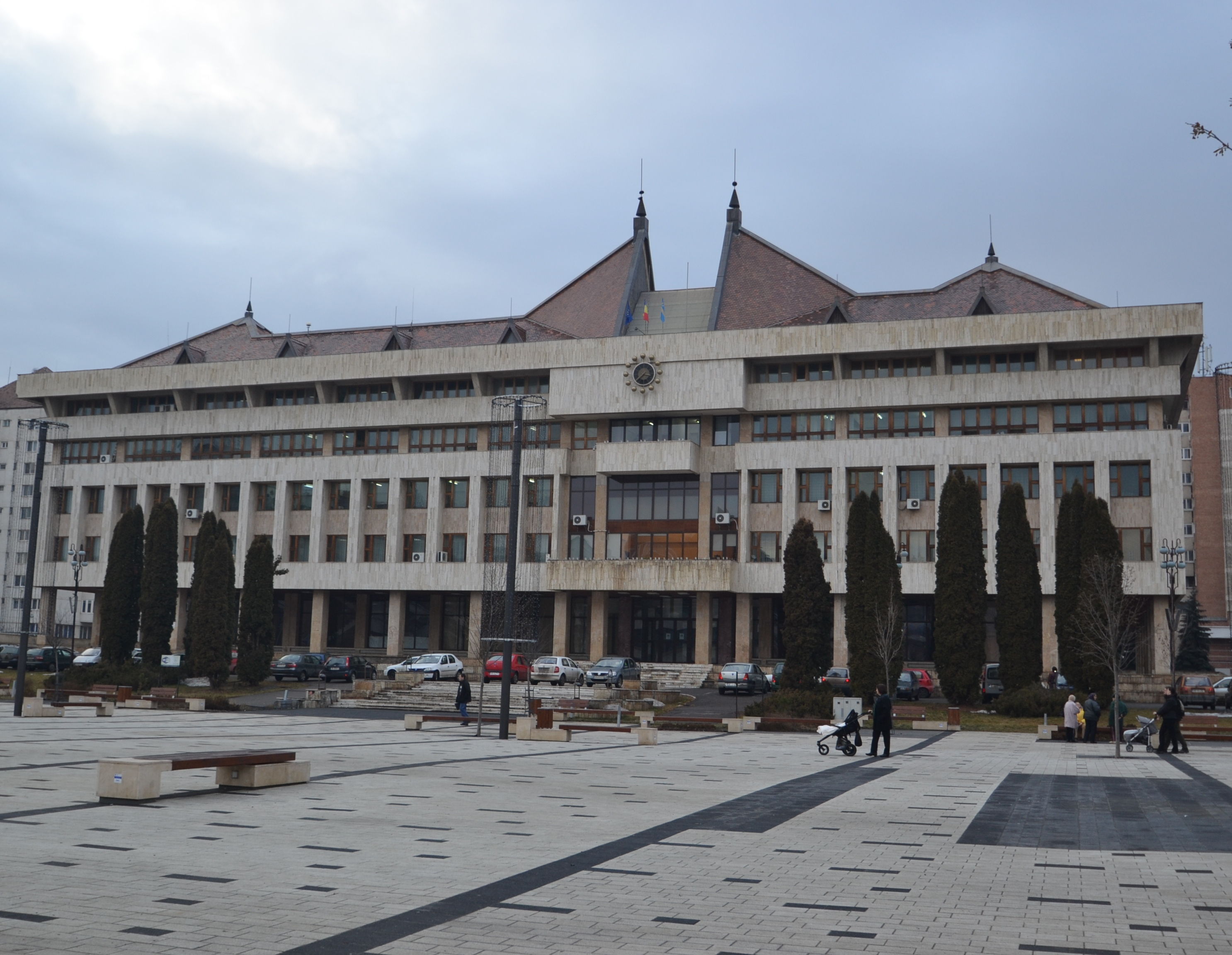
A megyeháza ("Fehér ház")

A város parkjainak területe összesen 5,72 ha. Az ivóvízhálózatok hivatalosan 72,3 km hosszúak. A közutak hosszúsága Csíkszereda területén 70,1 km
A város jól elkülöníthető főbb negyedei a következők:
- Központi negyed
- Jégpálya negyed
- Tudor Vladimirescu negyed
- Kalász negyed

1891-ben hozzácsatolták Csütörtökfalvát és Martonfalvát (jelenleg a Mikó-vár környéke), 1939-ben Csíkzsögödöt. 1956-ban időlegesen különvált Kormos tanya, 1959-ben Csíksomlyó névvel Csobotfalvát és Várdotfalvát együtt és szintén 1959-ben Csíktaplocát. 1968 óta tartozéktelepülései: Hargitafürdő, Csiba és Zsögödfürdő.

## Közlekedés

### Közúti közlekedés
2002-ben a város úthálózata 120 utcából állt, amelyeknek teljes hossza 70,1 km, összfelületük pedig 50.375 nm volt. A járdák összfelülete 16.145 nm volt.

### Vasúti közlekedés
A városhoz legközelebb eső csomópont Csíkcsicsó és Madéfalva határában épült meg, amelynek összeköttetése van Románia nagyobb városaival. A Brassó-Madéfalva vasútvonal átszeli a város nyugati részét.
Csíkszereda közvetlen vasúti kapcsolatban áll Bukaresttel, Brassóval, Szatmárnémetivel, Nagybányával, Mangaliával, Jászvásárral valamint több hazai nagyvárossal.

### Tömegközlekedés
A város 7 autóbuszvonalat üzemeltet valamint egy késő esti járatot. A legnagyobb járatszámú vonalakon (2,3 ) a buszok 6 és 21 óra közt óránként járnak.

## Látnivalók

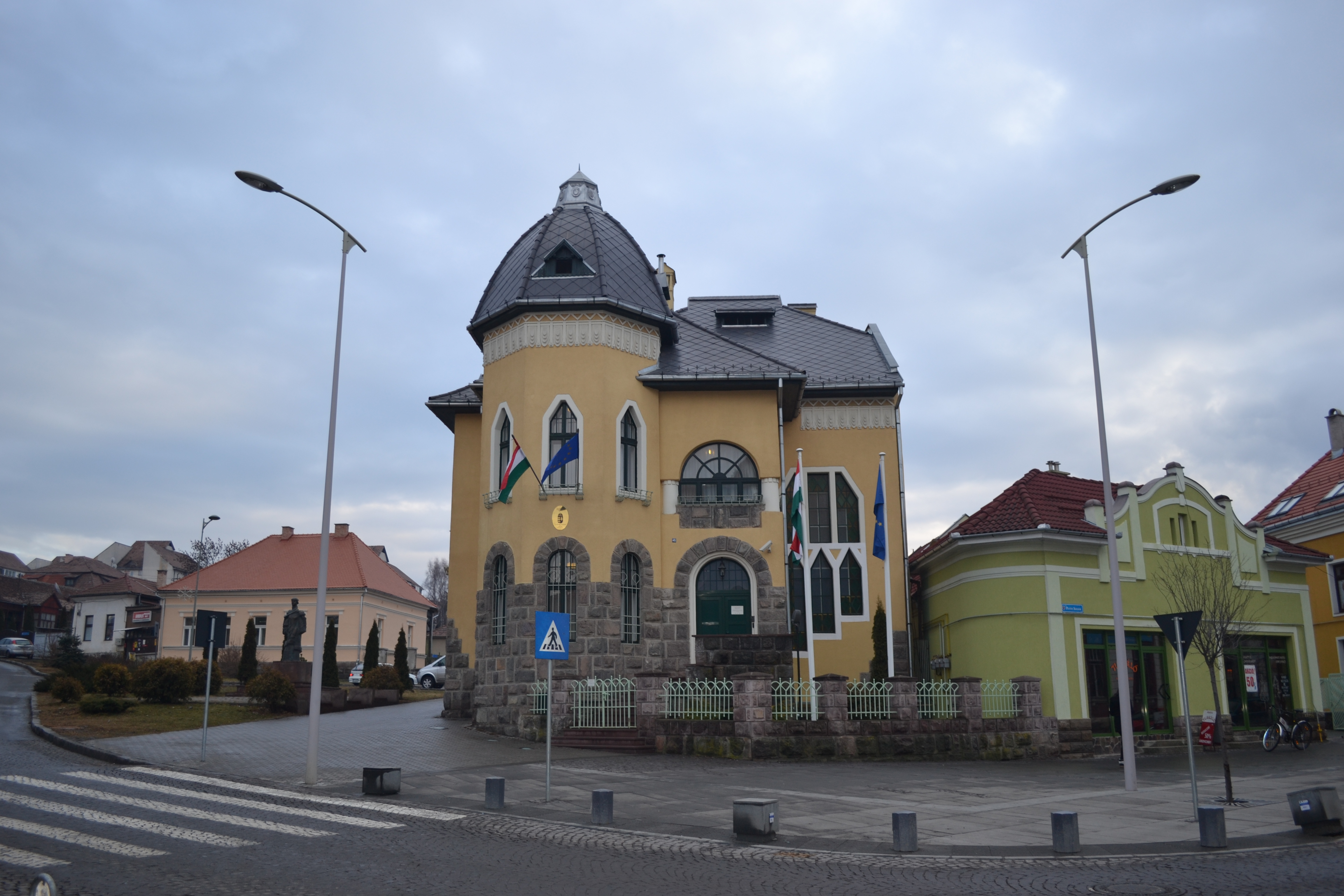
Magyar konzulátus

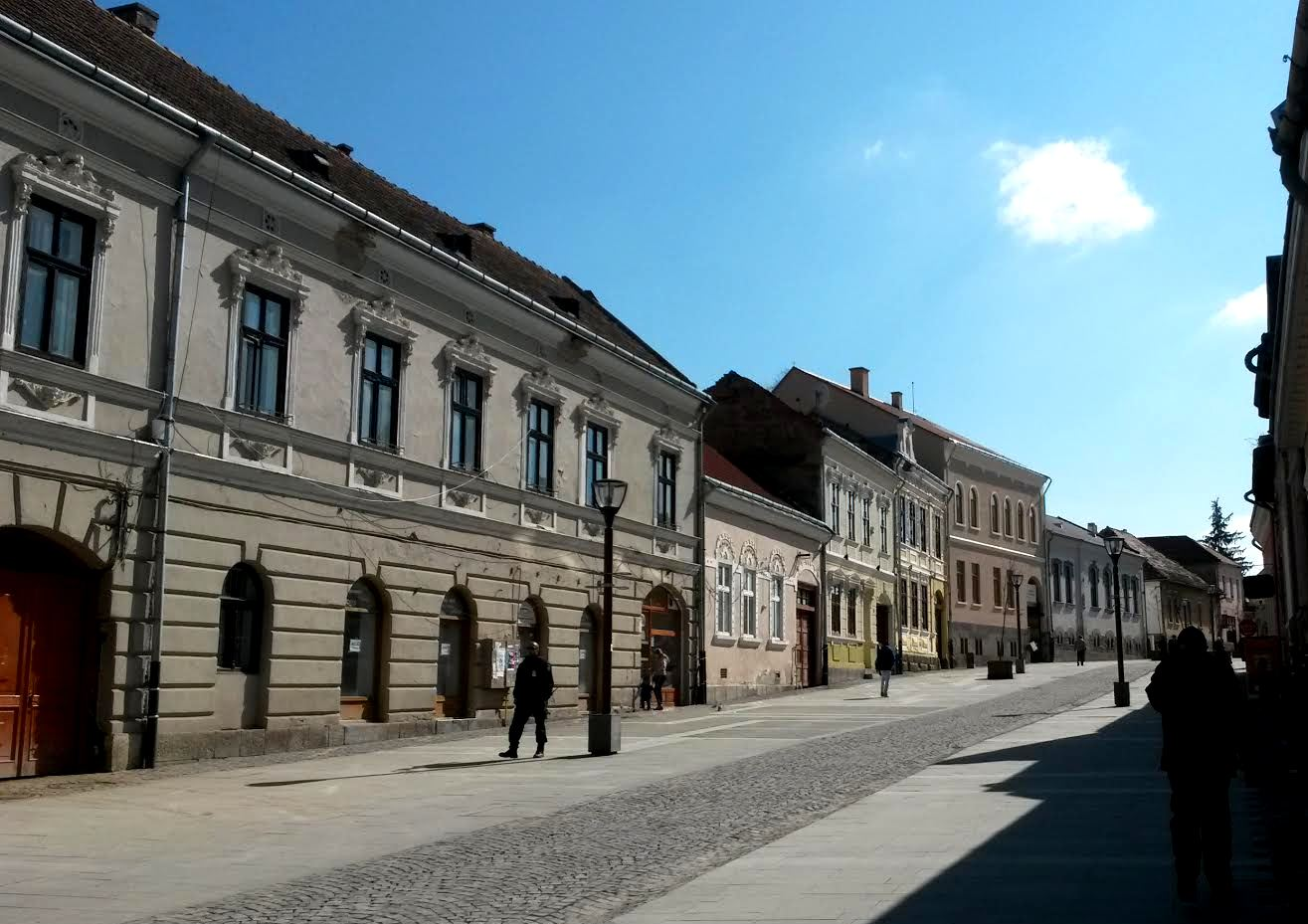
Petőfi Utca

Petőfi Sándor szobra

- A Mikó-vár, ma a Csíki Székely Múzeum.[16][25] Ma már műemlékként tartják nyilván, ez Csíkszék legjelentősebb műemléke, történelmi nevezetessége.[6]
- A Szent Kereszt-templom, a város első római katolikus temploma 1758-ban épült barokk stílusban.[16][25]
- A görögkatolikus temploma 1930-ban épült, ma ortodox templom.[25]
- A Városháza, az egykori Vármegyeháza, 1886-ban eklektikus stílusban épült.[16][25]
- Az igazságügyi palota, a Törvényszék épülete 1892-ben épült, eklektikus stílusú.[16][25]
- A görögkeleti templom 1929 és 1935 között neobizánci stílusban épült.[16]
- A Márton Áron Gimnázium 1909 és 1911 között épült szecessziós stílusban. Az egykori Római Katolikus Főgimnázium 1990-óta viseli egykori híres tanulója nevét.[16][25]
- Mai modern városközpontja 1970 és 1990 között alakult ki a régi központ lebontásával.[25]
- A városnak három borvizes strandja, a szeredai, a jégpálya negyedi és a zsögödi fürdő.[25]
- Az új csíkszeredai I.-es római katolikus plébániatemplom, a Millenniumi-templom Makovecz Imre tervei alapján épült.[16][26]

### Csíkzsögöd
- Római katolikus templom, amely 15. században épült gótikus stílusban a Szentháromság tiszteletére, 1707-ben barokk stílusban átalakították, tornya 1800-ban épült. Mária-szobra a csíksomlyóival egykorú, 1520 körül készült.[16]
- A református templom 1875-ben épült.[25]
- A Mikó-udvarház a 19. század elején épült neoklasszikus-empire stílusban.[25]
- Nagy Imre-galéria.[16][27]
- Zsögödi fürdő.[16]

### Csíksomlyó
- A csíksomlyói kegytemplom és kolostor, amely a magyarság egyik legnagyobb zarándokhelye és kultúrtörténeti emléke.
  - A templom előtti tér bal oldalán álló Nepomuki Szent János-kápolna 1767-ben épült, közelében áll az 1567. május 17-ei Tolvajos-tetői győzelem emlékműve, melyet 1870 körül hoztak ide.[28]
  - A templom feletti domboldalban három kápolna is áll:
    - A 15. századi Salvator-kápolna középkori részletekkel, az 1456-os nándorfehérvári diadal emlékére épülhetett. 1780-ban újjáépítették, 1878-ban bővítették. Egykor kőfal övezte, őre a közeli remetelakban lakott.[29]
    - A Szenvedő Jézus-kápolna , amelynek közelében várják a pünkösdi búcsúsok a napfelkeltét.
    - A Szent Antal-kápolna 1750 és 1773 között épült Hallerkői Haller Krisztina költségén.

  - A kolostorban őrzik a bronzkori eredetű csíksomlyói naptárkövet.
- A kolostor mellett áll Csíkszék egykori székháza, 1825 és 1841 között épült, ma tüdőszanatórium és kórház.
- Az egykori Csíksomlyói Római Katolikus Gimnázium 1780–1782 között épült, falai közt sok híresség tanult, ma gyermekotthon.
- A Lok-patak völgyében feltörő Csíksomlyói borvízforrás a lakosság kedvelt ásványvize.

### Csíktaploca
- Római katolikus temploma, mely 1841–1844 között épült neobarokk stílusban.
- A Lázár-kúria, mely 1829-ben épült.

### Szécseny

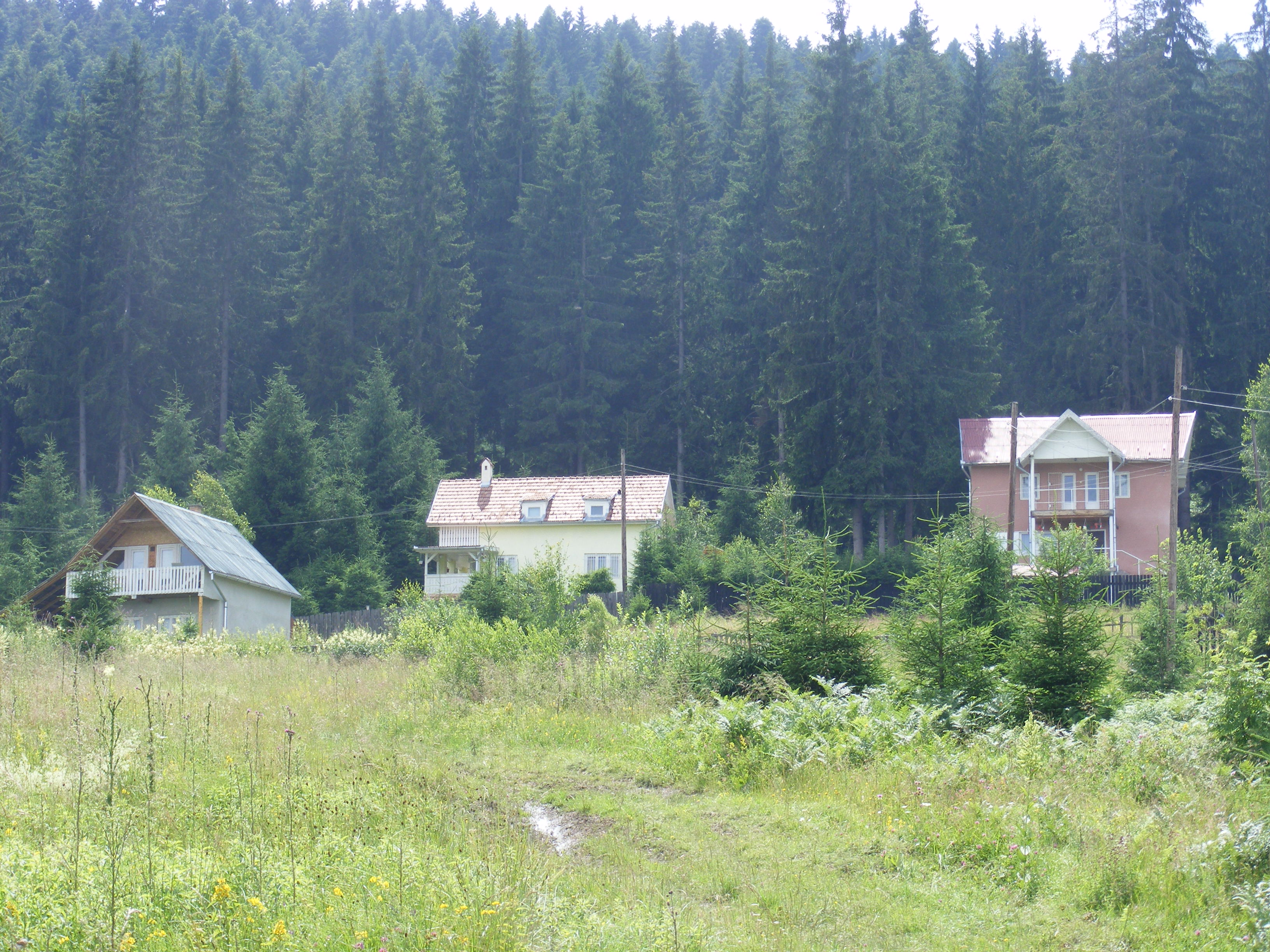
Házak Szécsenyben

- A szécsenyi fürdő a zsögödivel együtt sok csíki látogatót (fürdőzőt) vonz. De távolabbról érkező turisták is szívesen kapcsolódnak ki a fürdőzéssel.
- Szécseny izgalmas kirándulóhely (piknik, hegymászás, lovaglás, halászás, úszás, sétálás, csónakázás). Ugyanakkor itt letelepedésre alkalmas földek vannak. A Hargita hegy lábánál fekszik. Az erdőalj a weekend házaktól színes. Az erdőben gomba szedés lehetősége van! Mérges kígyók nagyon csekély számban vannak. Azok is az Olt folyó holtágja közelében a réteken. Az Olt Holtág izgalmas színes élővilágú (vidra, hód, vízisikló stb.)

## Kultúra
A város kulturális, irodalmi és művészeti hagyományai a szomszédos, ma már közigazgatásilag Csíkszeredához tartozó településhez, Csíksomlyóhoz kapcsolódnak, ahol már a 17. század közepén középfokú iskola működött, 1675-ben pedig Kájoni János ferences szerzetes könyvnyomdát létesített. Itt nyomtatták 1849-ben a Hadi Lap című forradalmi lapot. Csíksomlyó az erdélyi iskolai színjátszás egyik központja is volt a 18. század elejétől. A város művelődési életének felélénkülése csak a 19. század utolsó évtizedeiben kezdődött. A Székelyföld című lap 1881-ben indult, az első világi nyomdát 1882-ben létesítették. A város leghosszabb életű lapja az 1889-től 1944-ig több mint fél évszázadon át megjelent Csíki Lapok. A helyi művelődési életből kivette a részét a katolikus főgimnázium és tanítóképző tanári kara és ifjúsága. A művelődési és irodalmi érdeklődés élesztgetői a különböző társadalmi, művelődési és sportegyesületek, olvasókörök voltak. A két világháború közti időszakban a közművelődési tevékenység főleg egyházi szervezetek és vallásos egyesületek keretei közt zajlott.

### Kulturális intézmények

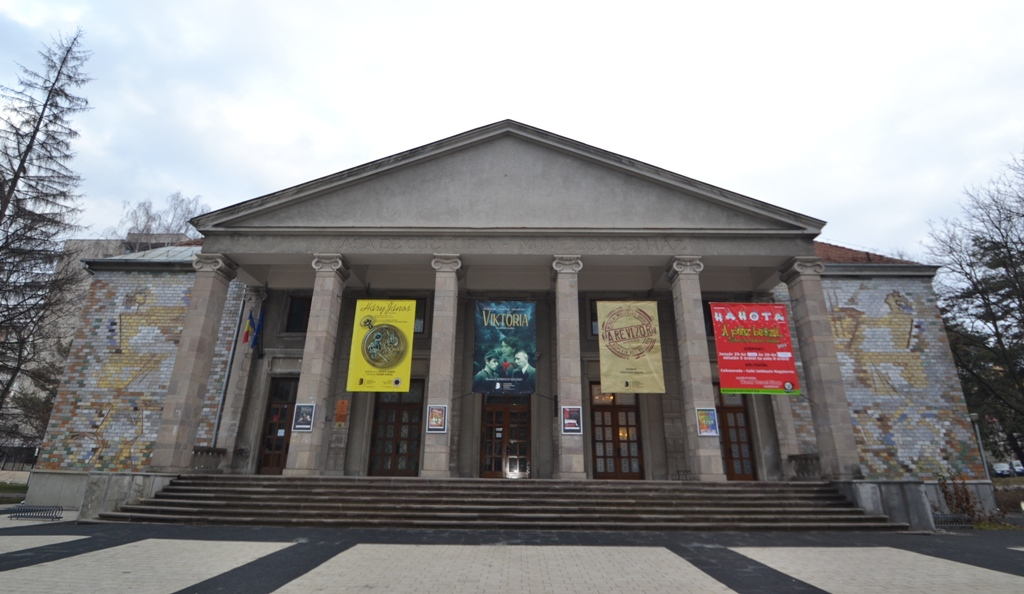
Színház

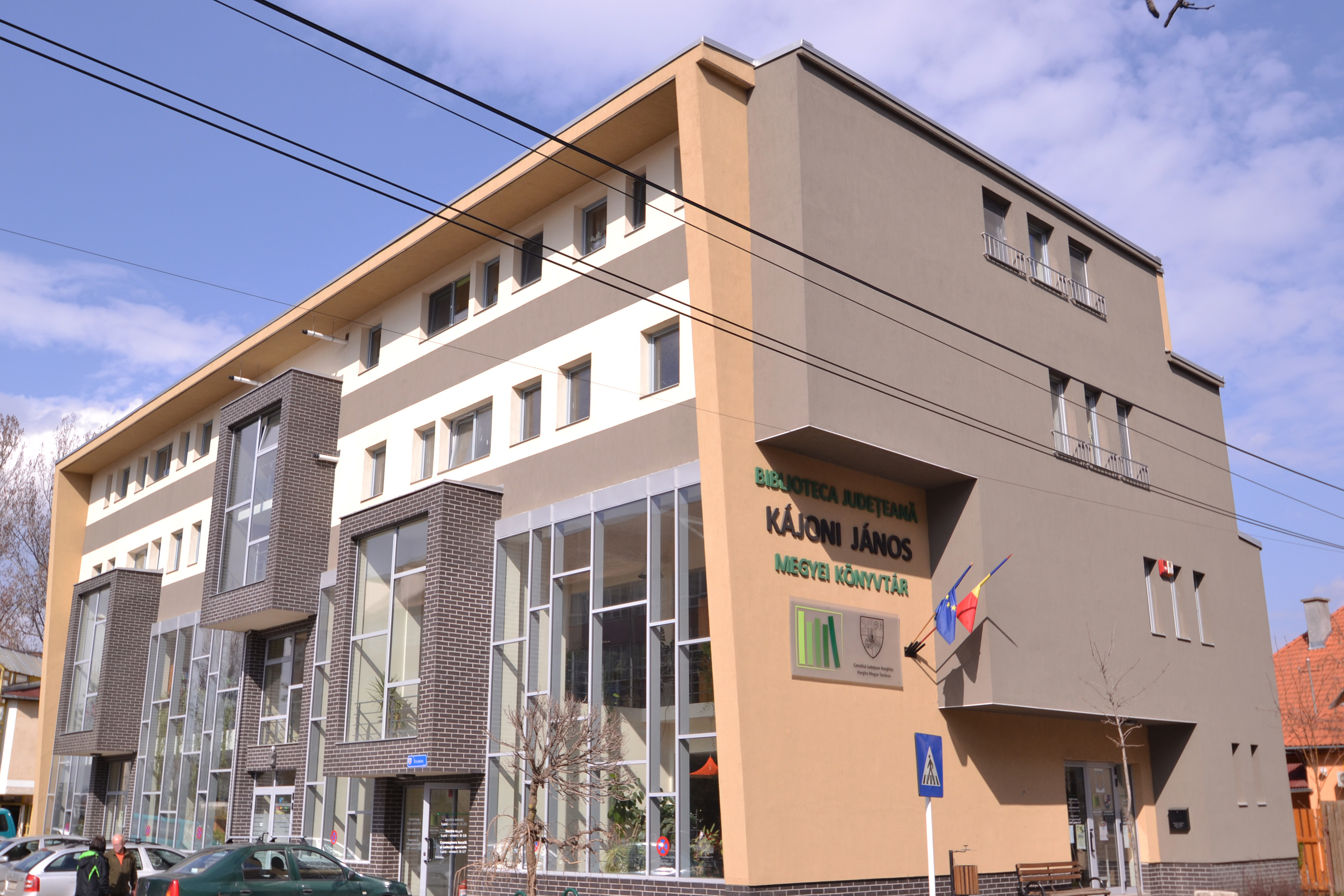
Megyei Könyvtár

Csíkszereda mai művelődési életének alakítói a több évtizedes hagyományra épülő intézmények, szervezetek mellett a rendszerváltás után létrehozott új intézmények, alapítványok, szervezetek, amelyek szerepet vállalnak a közművelődés területén.
A jelentős, kiemelkedő kulturális rendezvények, események színterei elsősorban a közművelődési intézmények, amelyek tevékenységükkel tudatosan törekszenek arra, hogy Csíkszereda székelyföldi kulturális központtá váljon.
A Mikó-vár épületében működő Csíki Székely Múzeum a város rangos művelődési-tudományos intézményévé vált. A Székelyföldi egyik legnagyobb múzeuma, saját értékes régészeti-, néprajzi- és régikönyv-gyűjteményeit állandó és időszakos kiállításai mutatják be, évek óta hírneves képzőművészeti kiállítások befogadója is. A Mikó-vár belső udvara nyaranta a város művelődési életének egyik helyszíne. Szabadtéri részlege a műemlék épület mögött, a Nagy Imre-galéria Zsögödben tekinthető meg.
1990 előtt nem volt a városnak hivatásos színtársulata, népszínházi hagyományokra épülve alakult a Csíki Játékszín, amely önkormányzati színházként kezdte meg működését 1999-ben, a Városi Művelődési Házban, saját produkciói mellett éves programjukban vendégtársulatok előadásai is szerepelnek.
A Hargita Nemzeti Székely Népi Együttes, a város hivatásos néptánc csoportja. Fellépéseivel képviseli Csíkszeredát, Hargita megyét és az erdélyi magyarságot, számos külföldi turnén mutatva be Erdély néptáncait, népzenei örökségét, hagyományait. Az együttes nevéhez fűződő hagyományos rendezvény az Erdélyi Prímások Találkozója, a legjobb erdélyi prímások részvételével, amelynek célja az autentikus népzene tudományos gyűjtése és archiválása.
A Kájoni János Megyei Könyvtár a megye legnagyobb közművelődési könyvtára, nemcsak könyvtári gyűjteményeivel és szolgáltatásaival áll a város és a megye lakosságának rendelkezésére, de kulturális rendezvényeivel is igyekszik jelen lenni a helyi közösség életében.
A Hargita Megyei Kulturális Központ megyei szakintézmény, a megyében zajló kulturális tevékenységek tudományos és módszertani központja szerepét vállalja. Célkitűzései közt szerepel a hagyományos népi kultúra értékeinek feltérképezése, megőrzése. Több rangos, hagyományos kulturális rendezvény szervezője és társszervezője. Évek óta a megyei és városi önkormányzattal együtt részt vesz a város egyik legismertebb kulturális eseményének, az évente júliusban megrendezett Régizene Fesztiválnak a megszervezésében.
A város zenei életében jelentős esemény volt a Csíki Kamarazenekar megalakulása 2001-ben, amely a hivatásos szimfonikus zenekar addigi hiányát hivatott pótolni a város kulturális életében.
A zenekar a megyeszékhely zenei életének kíván fontos tényezőjévé válni, a zenei műveltség terjesztésében, megalapozásában szerepet vállalni. 2004 óta nemzetközi szinten elismert zenei személyiségek is elfogadják meghívásukat.

### Képzőművészet
A város kulturális életének fontos szereplői a képzőművészek. Rendszeresen jelentkeznek egyéni és csoportos kiállításokkal a képzőművészeti galériákban és kulturális intézményekben.
Nagy Imre, a híres székely festőművész 6546 alkotását hagyta Csíkszeredára, az 1973-ban épült zsögödi Nagy Imre-galéria őrzi ezt az értékes hagyatékot.
2008-ban vándorkiállítást indított útjára a Csíki Székely Múzeum a városi önkormányzat támogatásával, Nagy Imre életművének magyarországi bemutatására, azzal a céllal, hogy a székely képzőművészet értékeit és hagyatékát a Székelyföld határain túl is megismerjék. Saját képzőművészeti gyűjteményeinek bemutatása mellett a Csíki Székely Múzeum gyakran ad otthont kortárs művészeti kiállításoknak.
Évente hagyományosan megszervezett képzőművészeti rendezvény a Megyei Képzőművészeti Tárlat.

### Könyvkiadás
Jelentős Csíkszereda művelődési életében az 1990 után alapított könyvkiadók, szerkesztőségek tevékenysége. A kulturális események közt első helyen állnak a könyvbemutatók. Az 1993-ban alakult Pallas-Akadémia elsősorban kortárs szerzők szépirodalmi, történelmi, néprajzi, helytörténeti, turisztikai munkáit adja ki. A kiadó 2009-ben jelentette meg ötszázadik kiadványát. Az 1994-ben indult Pro-Print, a Státus, az Alutus és a 2008-ban létrehozott BookArt kiadók tevékenysége mellett több intézmény és szervezet kiadványa jelenik meg évente. Az 1997-ben alapított Székelyföld kulturális folyóirat és a Hargita Kiadóhivatal szerkesztősége indulásától a székelyföldi irodalmi műhely szerepét vállalja. A Csíkszereda Kiadó a városi önkormányzat és a Polgármesteri Hivatal kiadványainak, rendezvényeinek gondozója. A csíkszeredai kiadók és intézmények könyvtermése évente meghaladja a száz kiadványt.
Tehát a városban jelenleg a következő könyvkiadók működnek: Pallas-Akadémia, Pro-Print, Státus, Hargita, Alutus, Neptun és BookArt, valamint a Hargita Kiadóhivatal és a Csíkszereda Kiadó. A kiadók 2001-ben több mint 300 kötetet adtak ki.

### Hagyományos rendezvények

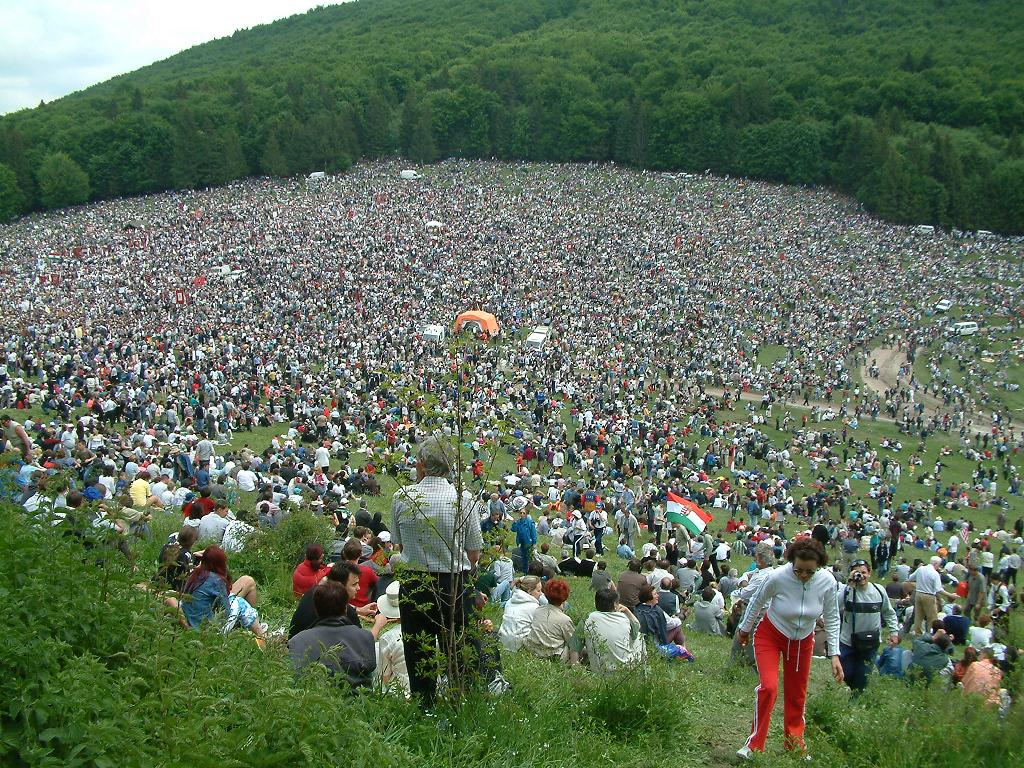
Csíksomlyói búcsú 2004-ben

- Csíksomlyói búcsú – minden év pünkösdkor megtartott, több százezer résztvevős búcsú (vallásos esemény) az erdélyi Csíksomlyó mellett.[33]
- Hargitai Megyenapok – hagyományosan a csíksomlyói pünkösdi búcsú hetére időzített rendezvénysorozat, számos kulturális eseménnyel, Hargita Megye Tanácsa szervezésében.[34]
- Ezer Székely Leány Napja – a néptánc, népzene és népviselet július első vasárnapján szervezett hagyományos seregszemléje.[35]
- Régizene Fesztivál – évente júliusban szervezett egyhetes zenei rendezvénysorozat.[36]
- Csíkszeredai Városnapok – 1998 óta augusztus első hétvégéjén a város önkormányzata által szervezett programsorozat, amely Csíkszereda városként való első említésnek évfordulóját ünnepli.[37]

A közművelődési intézmények, hivatásos együttesek mellett a város művelődési életében szerephez jutnak a különböző nem hivatásos együttesek, civil szervezetek, társulatok, amelyek évről-évre részt vesznek a hagyományossá vált kulturális rendezvénysorozatok megszervezésében, programkínálatukkal hozzájárulva a város kulturális hírnevének öregbítéséhez.

### Jelképek

#### Címer

Dan Cernovodeanu az 1977-ben, Bukarestben megjelent Știinta și arta heraldică în România című művében Joannes Szegedi Nagyszombatban, 1734-ben kiadott könyvére hivatkozott, amikor az Erdély címerében található kardot tartó páncélos karról szólva a következőket írja le:
Prezența secuilor nu mai este marcată prin cei doi astri uzuali, ci prin brațul în armură, de veche tradiție secuiască, care printre altele: figurează în stemele orașelor Odorhei, Miercurea Ciuc și Tg. Mureș.
A székelyek jelenlétét már nem a két szokásos csillag jelzi, hanem a páncélban levő kéz, mint régi székely hagyomány, amely többek között benne van Székelyudvarhely, Csíkszereda és Marosvásárhely városok címereiben.
A város korábbi címerének leírása: egy vörös szív, melyből három nefelejcs nő ki. A vázába helyezett virág már elég korán fontos szerephez jutott a művészetben, az iparművészet terén egyike lett a legfontosabb díszítőelemeknek. Magyarországon az ilyen tárgyak között megszokott és jellegzetes ez a motívum – főleg a magyar nemesség pecsétgyűrűin. A város címeres pecsétjét Benkő Károly Csík, Gyergyó és Kászon című könyvében így írja le:
…három szál nefelejcs van egy szív alakú edény formán rézre bevésve, kimetszve, balfelől C, jobb felől S betűkkel, és e körírással: SIGILLUM OPIDI CSIK SZEREDA …
A valószínűleg a 20. század 20-as éveiben kőből készült címer ma a Csíki Székely Múzeum gyűjteményében található. Az 1931-ben elfogadott, jelenleg is használt városcímer mezeje arany, a vörös szívből kinő három szál rózsa. A pajzs fölött öttornyú bástyakorona található.
A 2021-ben elfogadott címer ezüst alapú gótikus címerpajzsban egy aszimmetrikus szívből kinövő három kéknefelejcset ábrázol, melyet felülről hétbástyás koronafal zár. A koronafal a város megyeszékhelyi és megyei jogú város rangját jelképezi.

#### Zászló

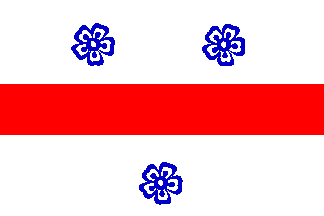

Csíkszereda 1994-ben megjelent térképének hátoldalán ez található: A város pecsétjét, zászlaját és címerét Benkő Károly a Csík, Gyergyó és Kászon című 1853-ban Kolozsváron kiadott művében így írja le (…). Azonban az előbb említett mű eredeti változatában címeres pecsétről esik szó, a város zászlaja nem szerepel benne. Tovább menve ez olvasható:
A város zászlaja újabb keletű lehet: a két fehér sávot egy keskenyebb vörös csík választja el.
A Csíkszereda című havilap 1994. július–augusztusi számában megtalálható Csíkszereda Megyei Jogú Város alapszabályzata. Ebben a következőket írja:

„A város zászlajának leírása. Két fehér sáv között egy keskenyebb piros sáv található. A felső fehér sávban két, míg az alsó fehér sávban egy nefelejcs virág található. Csíkszereda ezen jelképeit kiteszik a város bejáratainál. A zászlót a hivatalos és helyi ünnepek, valamint Csíkszereda városnapjai alkalmával vonják fel.”

– Csíkszereda Megyei Jogú Város alapszabályzata (részlet)

Széll Sándor Városaink neve, címere és lobogója című, 1941-ben Budapesten kiadott könyvében Csík vármegyéből sajnos csak Gyergyószentmiklós város zászlajáról van leírás.

## Oktatás

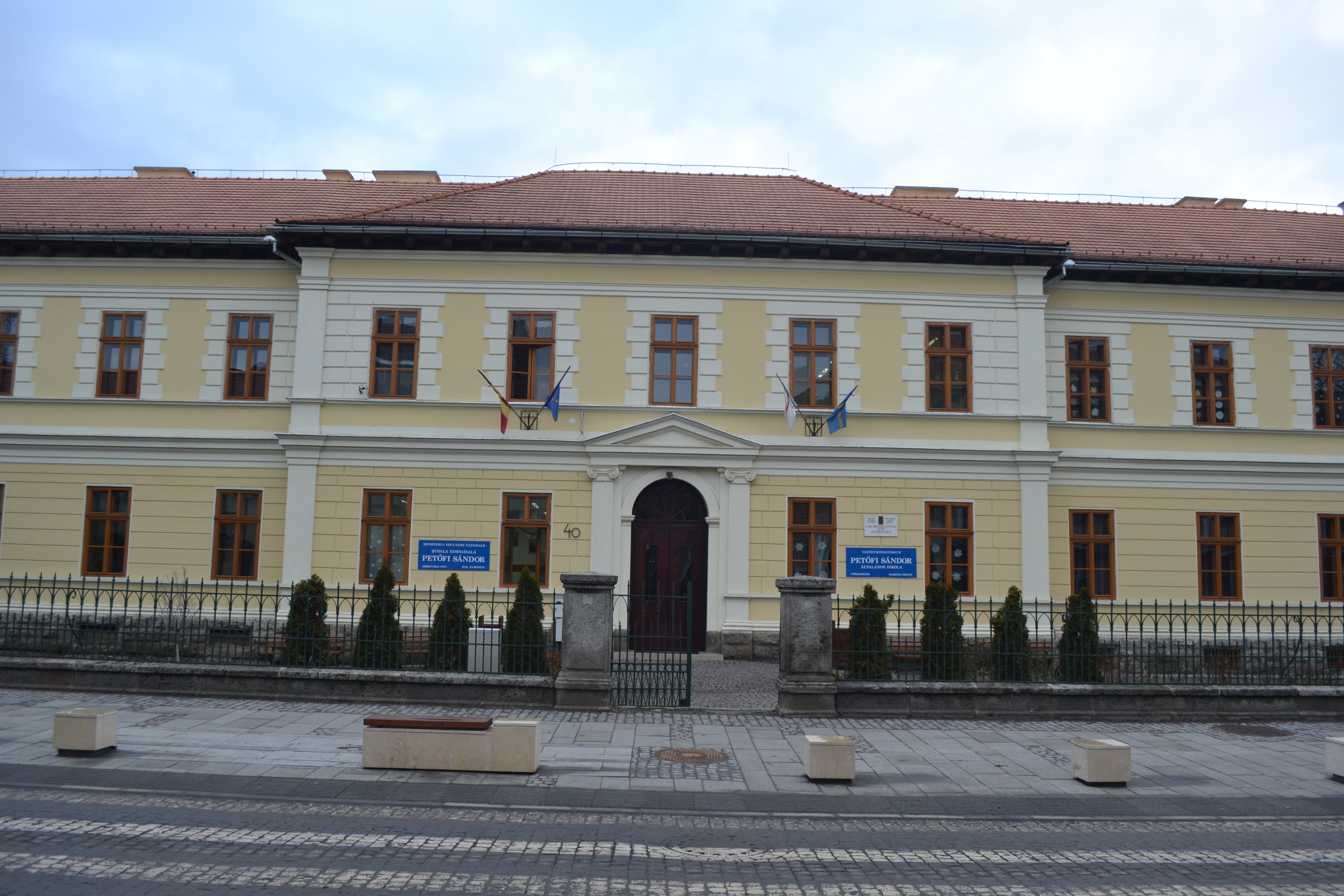
Petőfi Sándor Általános Iskola

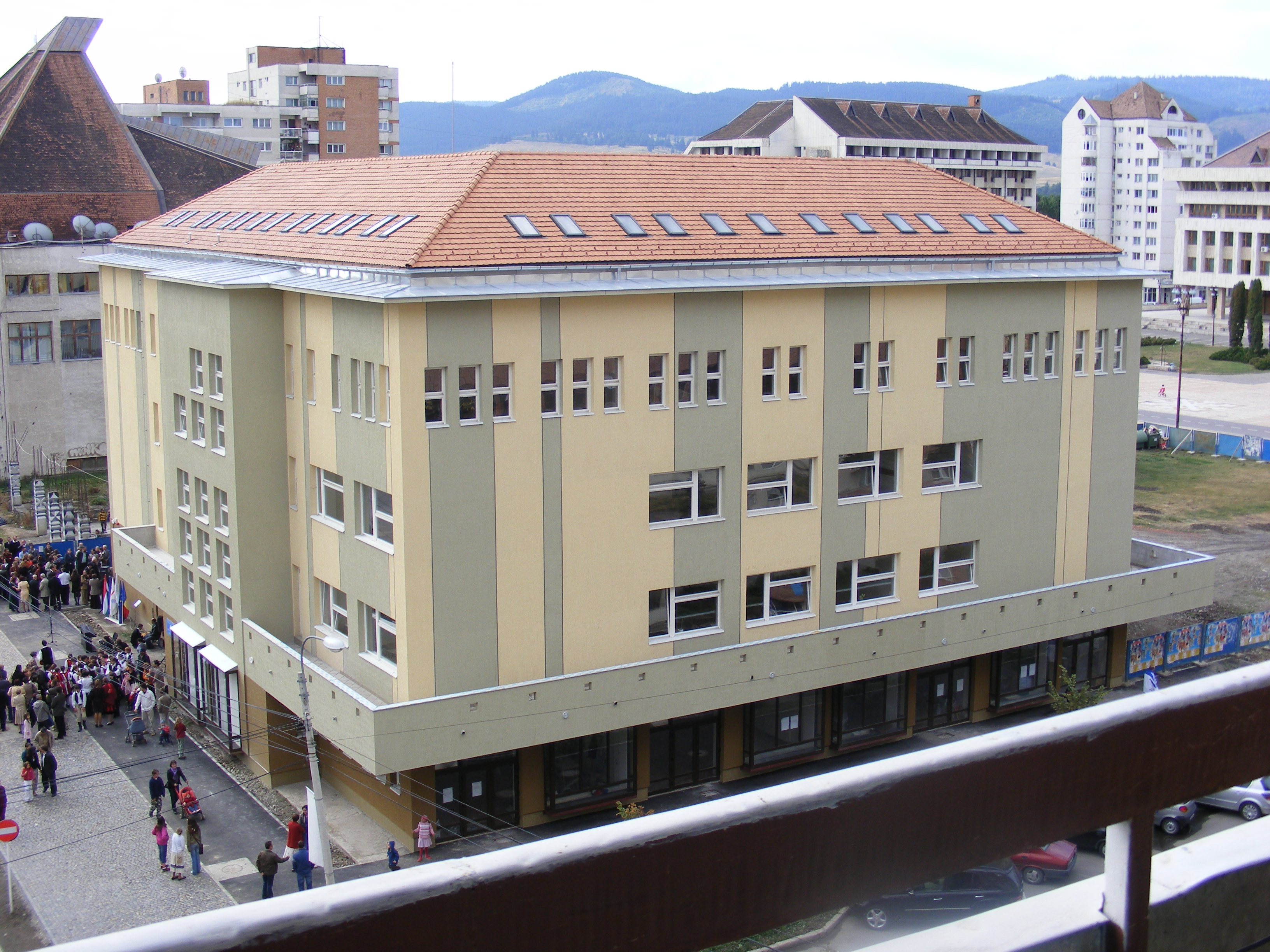
A Nagy István Művészeti Líceum

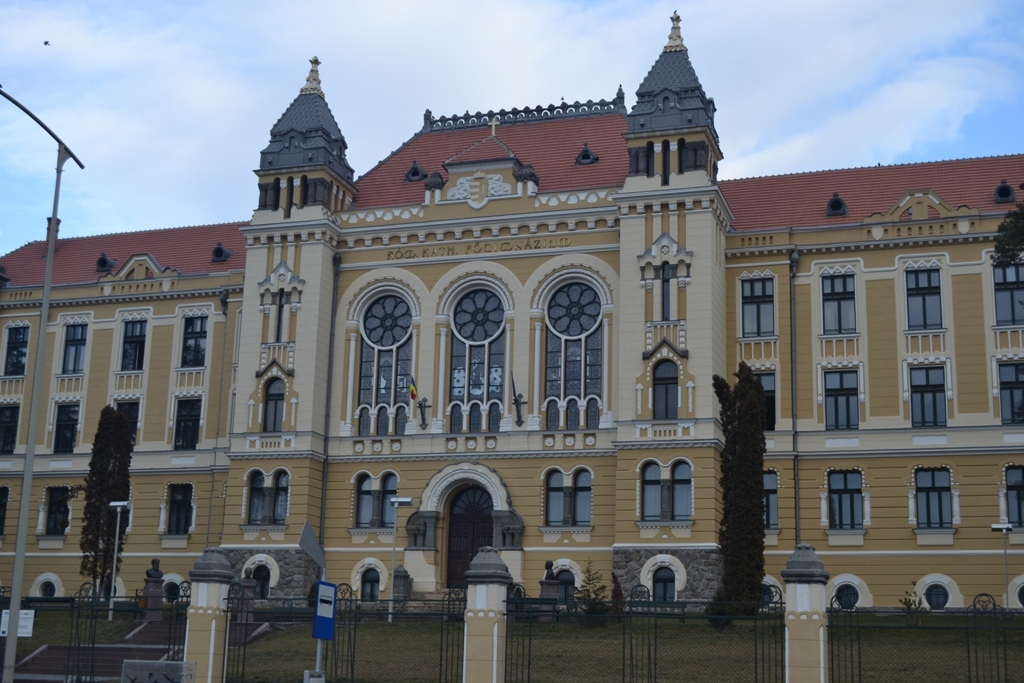
Márton Áron Gimnázium

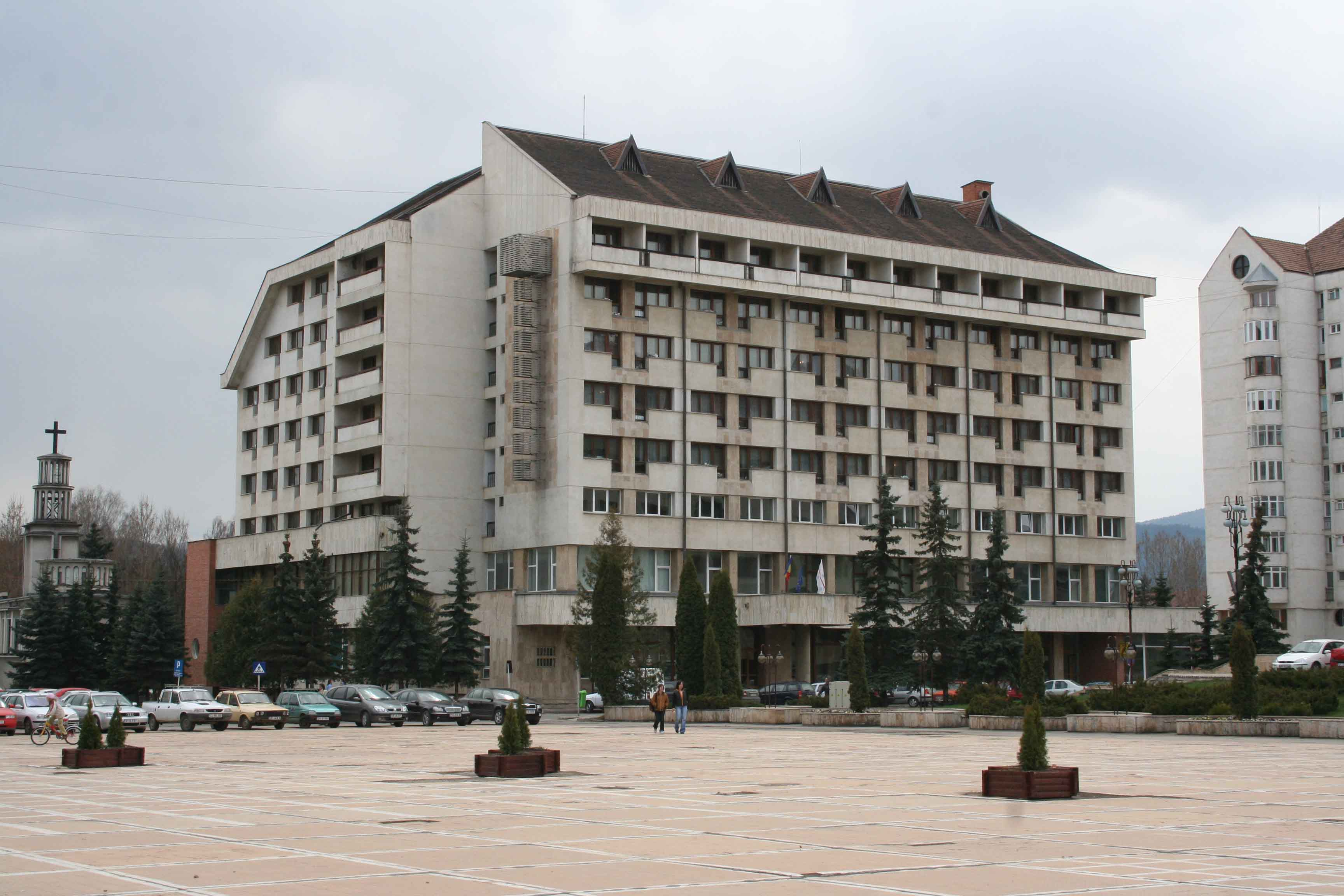
A Sapientia EMTE épülete

Csíkszeredában az oktatási intézmények megoszlása 2002-ben a következő volt:
- 11 óvoda
- 8 napközi otthon
- 10 általános iskola
- 2 elméleti líceum
- 1 művészeti líceum
- 4 szakiskola-csoport
- 1 kisegítő szakiskola fogyatékosok számára
- 1 egyházi líceum
- 1 egyetem

Az oktatási egységek száma a 2002-t megelőző öt évben nem változott, viszont az osztályok száma a tanulók számának folyamatos csökkenése következtében csökkenő irányzatot mutat. A város és környékének etnikai viszonyait tükrözve az alsó és középfokú oktatásban, a 2020/21-es tanévben tanuló 7 874 diák 84,2%-a magyarul végezte tanulmányát. Ugyanebben az évben 443 gyermek íratkozott be a város előkészítő osztályaiba, akiknek 84%-a magyarul kezdi tanulmányait.
A város legrégebbi középiskolája a jelenlegi Márton Áron Gimnázium, amely az 1911-ben épült Római Katolikus Főgimnázium patinás épületében működik. Ebben az épületben jelenleg két gimnázium, a Márton Áron és a Segítő Mária Gimnázium működik, az épület hivatalosan a Segítő Mária birtokában van, a Márton Áron G. tőle bérli az épület ráeső részét.
A csíkszeredai gimnázium elődje, a ferencesek által alapított iskola, a Csíksomlyói Római Katolikus Gimnázium már a 17. század első felétől gimnáziumként működött.
A városban működik a Sapientia Erdélyi Magyar Tudományegyetem két kara gazdasági, mérnöki és humántudományi szakokkal alap- és mesterfokon. Az egyetem rektori hivatala Kolozsváron van. Egy-egy kara működik még Kolozsváron és Marosvásárhelyen.

## Politika
A polgármester Korodi Attila (RMDSZ), az alpolgármesterek Bors Béla, illetve Sógor Enikő.

## Gazdaság

A Tudor Vladimirescu-negyed

Csíkszereda gazdaságában – főleg a domborzat miatt – az ipar kap a legnagyobb részt, de nem marad el a mezőgazdaság, a szállítás, a turizmus és a kereskedelem sem. Főbb iparágak és gyárak a városban: traktor- és bútoripar, textil- és ruhagyár, építőanyag-ipar, élelmiszeripar.
A városban egy bevásárlóközpont és több élelmiszer-áruház működik. A Nagyrét utcában egy Kaufland nevű áruház is üzemel, amelynek 2009 augusztusában volt az alapkőletétele, valamint 2009. november 30-án a megnyitása. Tervben volt egy másik projekt is, amelyben többek között a Csíki Pláza nevű áruházat szerették volna létrehozni, viszont megépülte előtt a kivitelezési szerződést felbontották.
A tervek szerint a Csíkszeredához tartozó Zsögödfürdőn 25,6 hektáros vidámparkot építenek első szakaszban 56 millió eurós beruházással, amely 2027-ben nyit meg. Az élménypark Mátyás király és Drakula kultuszára alapul, és Erdély középkorát mutatja be. A beruházással a turizmus fellendítése mellett új munkahelyek is teremt majd.

### Vásárok
Csíkszereda területe korábban vásáros hely volt, ebből nőtte ki magát várossá. Korábban a szerdai napokon megrendezett hetivásárairól lett híres.
Benkő Károly Csík-Gyergyó és Kászon leírások t. i. részletes osztályokban című, Kolozsváron, 1853-ban megjelent munkájából részletes beszámolást ad a városban rendszeresen megszervezett sokadalmakról, valamint felsorolja a vásárok idejét is:
Cs. Szeredában hetenként Szerdán vásárok, évenként pedig négy sokadalmak tartódnak, úm.
1. Fársángon
2. Pünkösd előtt másfél héttel
3. Margit
4. Sz. Mihály napjain, melyek népesek.

Egész Székelyföld nevezetesebb helyeiről hoznak ide árukat. (M. Vásárhelyt kivéve, csakugyan innen is megjelennek a mészárosok) [...] Különösen a barom piaca kitűnőbb. Margit napkor hajtanak a szomszéd havasokon nyaraló Berszányok sok juhokat, berbécseket; Szt. Mihálykor a csikó szedők nagyon keresik a tüzes, véres, zömök székely lovakat, feles számmal jelennek meg akkor a »Magyar Országi kereskedők« is, honnan e két sokadalmak a leghíresebbek.

### Sörgyártás

Az új sörgyár

A város gazdasági életében a sörgyár megszületésével történt meg a legelső, igazi elmozdulása a nagyipari és gyári termelés irányába. Ez a nagy esemény a 19. század második részében következett be, és, tulajdonképpen egy, az 1860-as években a Szudétavidék környékéről ide letelepedő családnak köszönhető, akiknek családneve Romfeld. Ők voltak az elsők, akik itt nagyon szerették volna kamatoztatni a sör gyártásában szerzett és azzal kapcsolatos ismereteiket, valamint jártasságukat, és egyfajta családi munkafelosztásban meg is tették ezt, és fel is osztották egymás között a csíkszéki sörpiacot. A 19. század utolsó évtizedeiben a család megépítette a város első jelentősebb ipari létesítményét, a régi sörgyárat, amely a mai Márton Áron és Hunyadi János utca kereszteződésénél található. Az épületegyüttest az 1990-es évek közepén felújították, ma más rendeltetése van.
Az új sörgyár az 1970-es években épült, és Csíkszereda nyugati ipari övezetében működik.

## Sajtó
| Írott sajtó | Rádió / TV |
| --- | --- |
| - Csíki Hírlap - Hargita Népe - Csíkszereda - szereda.Origo - Csíkszeredai Panoráma - Székelyföld - Csík-Info - Adevărul Harghitei - Krónika – helyi tudósítások - Romániai Magyar Szó – helyi tudósítások - Erdélyi Napló – helyi tudósítások - erdély.ma - hírek.ro | - Fun FM 87.6 FM - Retró Rádió 88.7 FM - Mária Rádió 89.7 FM - Csíki TV - Székely TV - Antena 1 – területi adások - Pro TV – területi adások - Szépvíz FM 101.7 FM |

### Írott sajtó
A legelső, a városban megjelent újság a Hadi Lap volt, amely csak 1849-ben jelent meg. Ezt a Székelyföld (1881–1885), a Csíki Lapok (1888–1944), a Csíki Néplap (1931–1944) követték, valamint a Csíki Gazda (1886?-1914?) című folyóirat. A közelmúlt újságjai a Hargita (1968–1989) és az Informația Harghitei (1968–1989). Székelyföld címmel 1997-ben kulturális folyóirat indult. A jelenlegi újságok közül a legfontosabbak a Csíki Hírlap, a Hargita Népe (1989-). A legfontosabb csíkszeredai székhelyű román nyelven megjelenő újság az Adevărul Harghitei (1989-).

### Elektronikus sajtó
A városban három rádióállomás működik: a Fun FM, a Retró Rádió, és a Mária Rádió.
Csíkszeredában két helyi tévécsatorna működik: a Csíki TV, valamint a 2007. december 5-én beindult Székely TV. Területi adásokat közöl továbbá az Antena 1 és a Pro TV.

## Sport

Az új sportcsarnok

Csíkszeredában jelenleg 24 sportágat tartanak nyilván – ebből 21-et versenyszerűen és 3-at hobbi szinten. A téli sportok mellett meg kell említeni az ázsiai küzdősportok népszerűségét, a kendó- és cselgáncscsapatok egyre jobb szerepléseit országos és nemzetközi mezőnyben egyaránt.
2007-ben a labdarúgópályákkal szemben új sportcsarnokot avattak, amelyben különféle sportrendezvényeket szerveznek.

### Labdarúgás
A város csapata az FK Csíkszereda.
A 20. század elején a labdarúgás a városban is a fiatalok által kedvelt sportok közé tartozott. A helyi labdarúgás első hivatalos eseménye 1920-ban történt meg. A történtekről értesülhetünk a Csíki Lapokból is:
A Csíkszeredai Atlétikai Klub football csapata, amelynek létezéséről városunkban még kevesen tudnak, október 3-án délután 4 órakor a katonai gyakorlótéren levő pályán mutatkozik be az első nyilvános szereplésén a nagyközönségnek. Ellenfele az addig is nagy hatalmas formát mutató 16. Vadászezred válogatott csapata lesz. A Csíki Atlétikai Klub az alábbi összeállításban szerepel: Szamorzia, Barcsay, Kállay, Dávid, Büchler, Trohán, Fejér Ferencz, Fejér Imre, Kajtsa, Ábrahám, Bermann.

Kérjük a közönséget minél tömegesebb megjelenésre, mert a mérkőzés kimenetelét a jelenlévők érdeklődése fogja körülbelül eldönteni.
A szervezől a belépőjegyek árát is feltüntették az újságban: egy ülőhely 10, egy állóhely 5, valamint egy „deák jegy” 2 lejbe került. 1921-ben a Csíkszeredai Atlétikai Klub labdarúgó csapata csatlakozott a brassói kerülethez, ezzel a román kerületi bajnokság részese lett, és lehetősége lett játszani nagyobb városok képzett csapataival is. A már említett régi pálya helyett, az 1930-as évek elején a polgármester, Faroga Victor egy új pályát képzelt el, azonban a csíki labdarúgás további kibontakozását visszafoglalta a jégkorong.
A városban jelenleg több labdarúgópálya van.

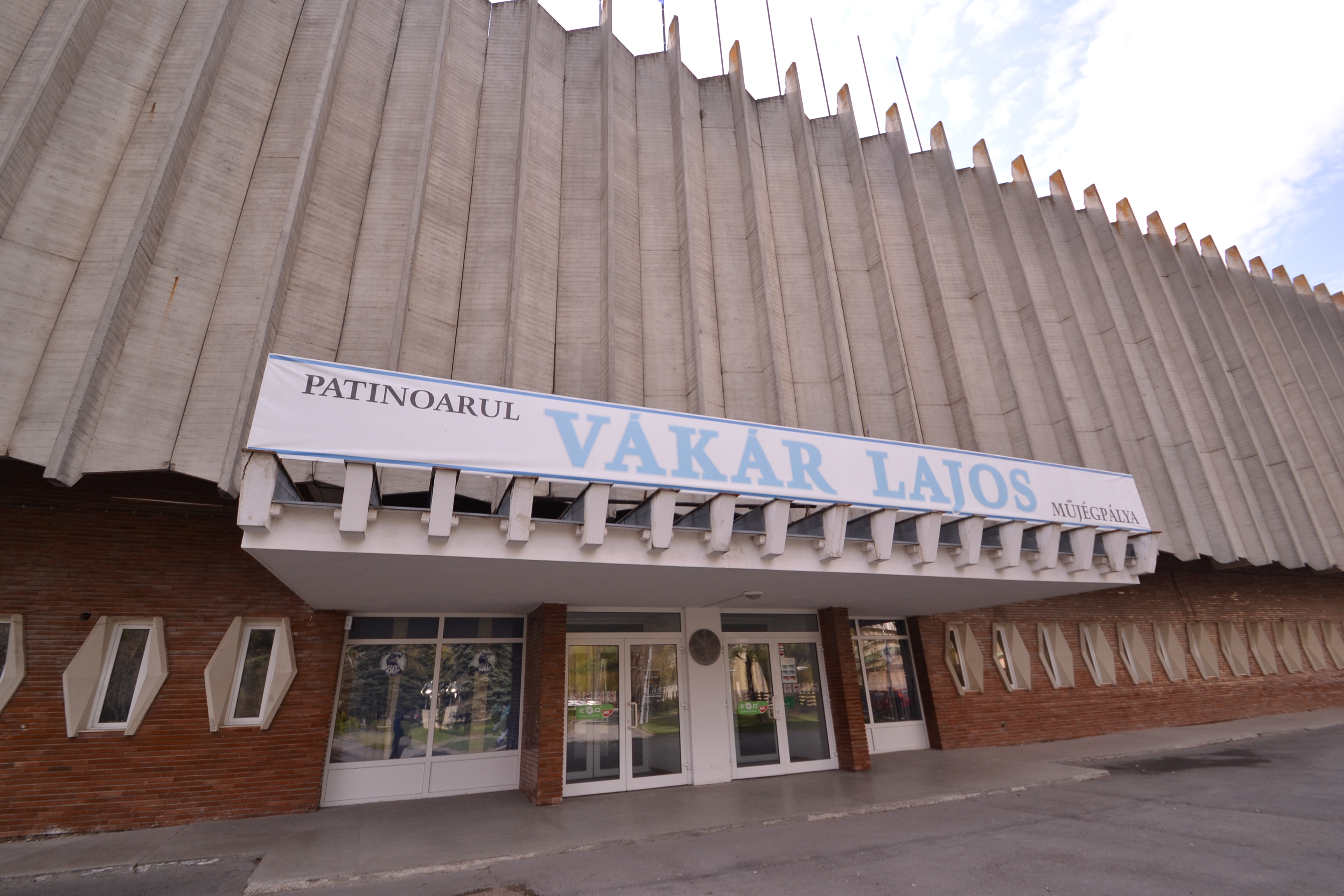
A Vákár Lajos Műjégpálya

### Téli sportok
A hideg idő miatt a város és környéke alkalmas téli sportok művelésére, ezért Csíkszereda a téli sportok – a gyorskorcsolya, a sí, valamint a jégkorong – hazája. Jégpalotája és a sutai síugrólánc Csíkszeredát az erdélyi télisportok jelentős központjává avatta. Csíkszereda az ország egyik legtekintélyesebb télisport-központja.
A Vákár Lajos Műjégpálya a téli sportok űzésére alkalmas hely.
A városban legjobban elterjedt téli sportok: jégkorong, alpesi sí, sífutás, bob, biatlon, gyorskorcsolya, műkorcsolya stb.

#### Jégkorong
Csíkszeredában a jégkorong nagyon közkedvelt és elterjedt sport.
A város jelenlegi egyetlen hokicsapata a Csíkszeredai Sport Club, amely Románia legerősebb csapatainak egyike, többször nyert már országos bajnoki címet, a MOL Liga 2010–2011-es szezonjának győztese is. A megszűnt Csíkszereda Hockey Club nevű csapat 2002 és 2009 között üzemelt.

## Híres emberek

Domokos Pál Péter (1901–1992) tanár, történész, néprajzkutató, a csángók kutatója

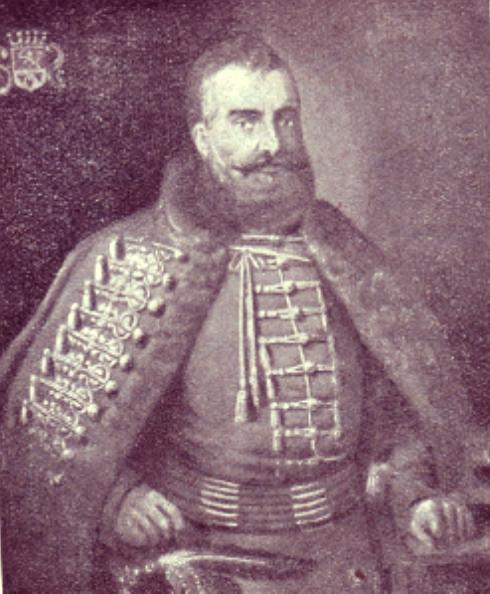
Mikó Ferenc, hidvégi (1585–1635) diplomata, emlékiratíró, Csík főkapitánya, Bethlen Gábor tanácsosa

Számos csíkszeredai, avagy Csíkszeredában született vagy itt élt személy vált híressé a tudomány, a művészetek, a sport vagy a közélet területén. Bővebb listáért lásd a Híres csíkszeredaiak listája című szócikket.

### Itt született
- Adorjáni Bálint (1980) színész
- András Gyula (1942) színész
- Botár István (1976) régész, helytörténész
- Botár Endre (1943) színész
- Botár László (1959) festő, grafikus, designer, formatervező
- Domokos Pál Péter (1901–1992) tanár, történész, néprajzkutató, a csángók kutatója
- Erőss Elek (1816–1900) főjegyző, országgyűlési követ, főbíró, majd haláláig – 50 éven keresztül Csíkszereda polgármestere
- Erőss József (1868–1932) történész
- Erőss Vilmos Ferenc (1950) tervezőtechnikus, numizmatikus, helytörténész, író, képeslap- és bélyeggyűjtő
- Erőss Zsolt (1968–2013?) hegymászó
- Horváth Anna (1973) Kolozsvár alpolgármestere.
- Korodi Attila (1977) erdélyi magyar politikus, miniszter.
- Gál Elemér (1929–2007) író, újságíró, szerkesztő, tanár, pedagógiai szakíró
- Hajdú Farkas-Zoltán (1959) író, rendező
- Keresztes Gábor (1976) színész
- Kotsis-Nagy Margit szobrászművész (1939)
- Kozma István (1896–1951) honvéd altábornagy
- Kozma Szilárd (1953) költő, regényíró, asztrológus
- Nagy András György (1905–1982) orvosi szakíró, közíró, népművelő
- Nagy Borbála (1904–1994) regény- és színműíró, műfordító
- Nagy Imre (1893–1976) festő
- Müller László (1971–1989) katona, az 1989-es romániai forradalom halottja
- Nagy István (1907–1983) karmester, hegedűművész, zenetanár
- Ráduly Róbert Kálmán (1968) mérnök, közgazdász, politikus, a város polgármestere
- Simon Attila (1972) költő, lapszerkesztő
- Szász Endre (1926–2003) Munkácsy Mihály-díjas magyar festő, grafikus, látványtervező grafikus, porcelánfestő.
- Száva János (1949) tervezőmérnök, egyetemi tanár
- Szopos Sándor (1881–1954) festőművész
- Venczel József (1913–1972) társadalomkutató, egyetemi tanár, közíró

### Itt élt
- Duka János (1907–1990) ifjúsági író, folklórgyűjtő, tanító, tanfelügyelő
- Imets Fülöp Jákó (1837–1912) kanonok, főesperes, tanár, gimnáziumi igazgató, iskolaszervező, könyvtáralapító, író, műfordító
- Mikó Ferenc, hidvégi (1585–1635) diplomata, emlékiratíró, Csík főkapitánya, Bethlen Gábor tanácsosa
- Nagy István (1873–1937) festő
- Pataki József (1908–1993) történész, egyetemi tanár, az MTA tagja
- Sövér Elek (1937–1982) festő, grafikus
- Vámszer Géza (1896–1976) néprajzkutató, művészettörténész, középiskolai tanár

## Testvérvárosai
Csíkszereda jelenleg a következő településekkel tart fenn testvérvárosi kapcsolatot:
| Település                                    | Ország        | Szerződés dátuma                 |
| -------------------------------------------- | ------------- | -------------------------------- |
| Bălți                                        | Moldova       | 1991. április 22.                |
| Beregszász                                   | Ukrajna       | 1990.                            |
| Budakeszi                                    | Magyarország  | 1997. május 16.                  |
| Cegléd                                       | Magyarország  | 1994. február 7.                 |
| Gödöllő                                      | Magyarország  | 1994. február 7.                 |
| Gyula                                        | Magyarország  | 1993. október 21.                |
| Heves                                        | Magyarország  | 1994. november 5.                |
| Kaposvár                                     | Magyarország  | 1990. június 3.                  |
| Makó                                         | Magyarország  | 1990. augusztus 9.               |
| Óbecse                                       | Szerbia       | 1995. június 3.                  |
| Óbuda-Békásmegyer                            | Magyarország  | 1999. október 29.                |
| Riehen                                       | Svájc         | 1995. szeptember 10. (megújítva) |
| Székesfehérvár                               | Magyarország  | 2011. március 12.                |
| Tiszaújváros                                 | Magyarország  | 1997. május 16.                  |
| Zuglói Örmény Kisebbségi Önkormányzat, Zugló | Magyarország  | 1995. szeptember 20.             |
| Zselíz                                       | Szlovákia     | 1991. június 16.                 |
| La Zubia                                     | Spanyolország | 2013. július 10.                 |

### Partnerváros
- Budapest, Magyarország

### Konzulátusok
- Magyar Köztársaság konzulátusa[58]